# Список птахів Намібії

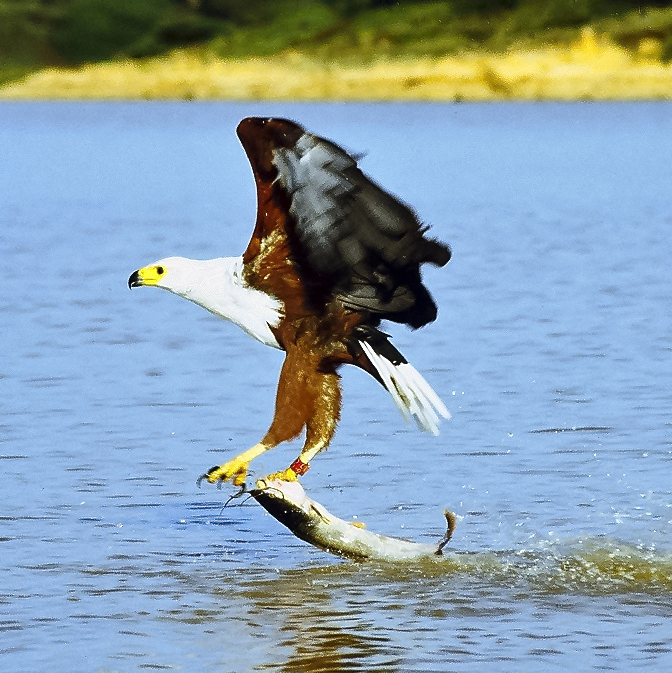
Орлан-крикун (Haliaeetus vocifer) є національним птахом Намібії

Це перелік видів птахів, зафіксованих на території Намібії. Авіфауна Намібії налічує загалом 699 видів, з яких 11 є ендемічними, 83 вважаються рідкісними або випадковими, 4 види були інтродукові до Намібії. Один вид не був зафіксований, однак, імовірно, присутній на території країни.

## Позначки
Наступні теги використані для виділення деяких категорій птахів.
- (V) Випадковий — вид, який рідко або випадково трапляється в Намібії
- (Е) Ендемічий — вид, який є ендеміком Намібії
- (I) Інтродукований — вид, завезений до Намібії як наслідок, прямих чи непрямих дій людських дій
- (H) Гіпотетичний — не зафіксований вид, який, однак, імовірно, присутній на території Намібії

## Страусоподібні(Struthioniformes)
Родина: Страусові (Struthionidae)
- Страус африканський, Struthio camelus

## Гусеподібні(Anseriformes)
Родина: Качкові (Anatidae)

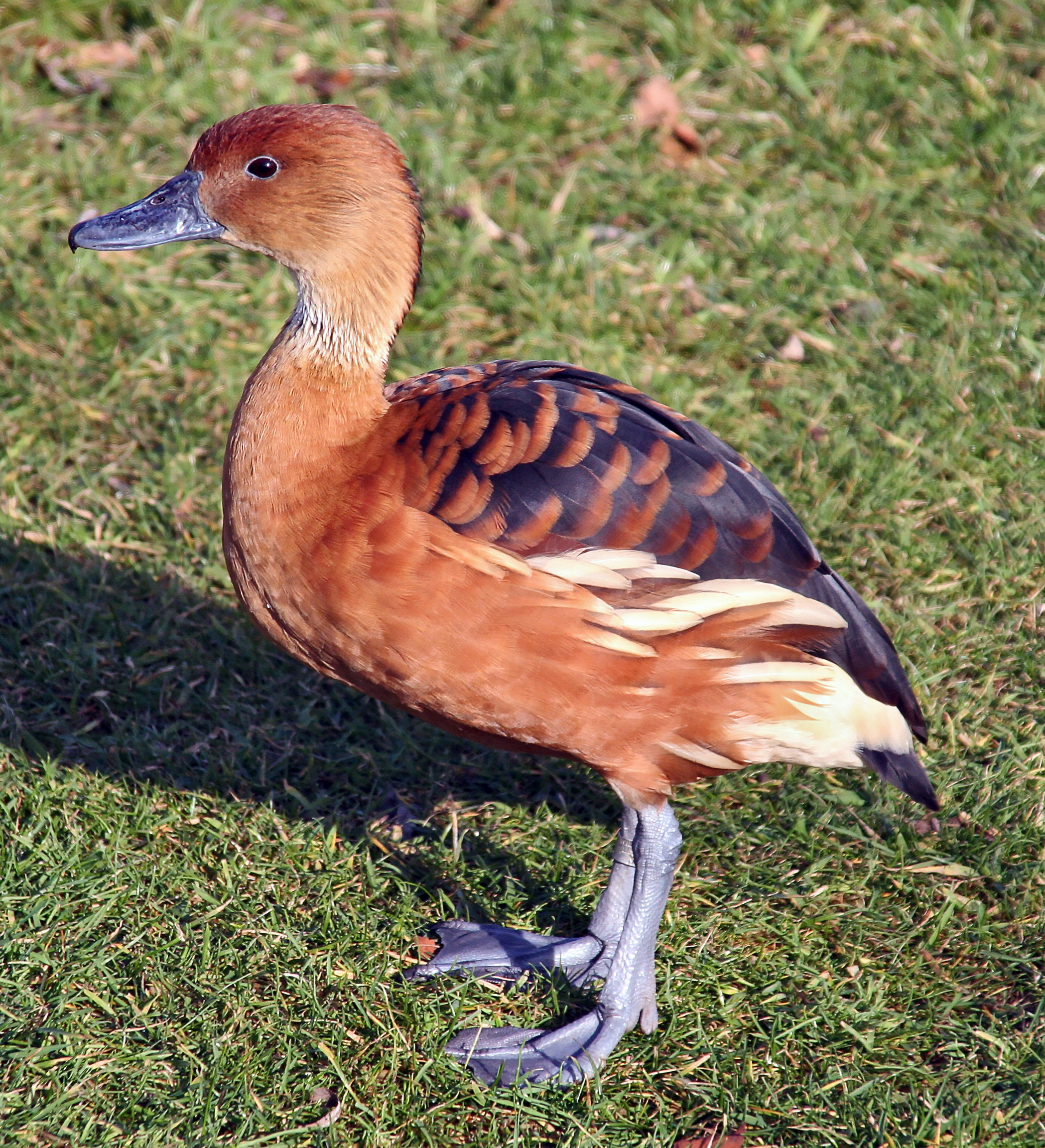
Свистач рудий (Dendrocygna bicolor)

- Свистач білоголовий, Dendrocygna viduata
- Свистач рудий, Dendrocygna bicolor
- Стромярка, Thalassornis leuconotus
- Качка шишкодзьоба, Sarkidiornis melanotos
- Каргарка нільська, Alopochen aegyptiacus
- Галагаз очеретяний, Tadorna cana
- Шпорокрил, Plectropterus gambensis
- Чирянка-крихітка африканська, Nettapus auritus
- Чирянка велика, Spatula querquedula (V)
- Чирянка жовтощока, Spatula hottentota
- Широконіска капська, Spatula smithii
- Широконіска північна, Spatula clypeata (V)
- Качка чорна, Anas sparsa
- Крижень жовтодзьобий, Anas undulata
- Чирянка африканська, Anas capensis
- Шилохвіст червонодзьобий, Anas erythrorhyncha
- Шилохвіст північний, Anas acuta (V)
- Чернь червоноока, Netta erythrophthalma
- Савка африканська, Oxyura maccoa

## Куроподібні(Galliformes)
Родина: Цесаркові (Numididae)

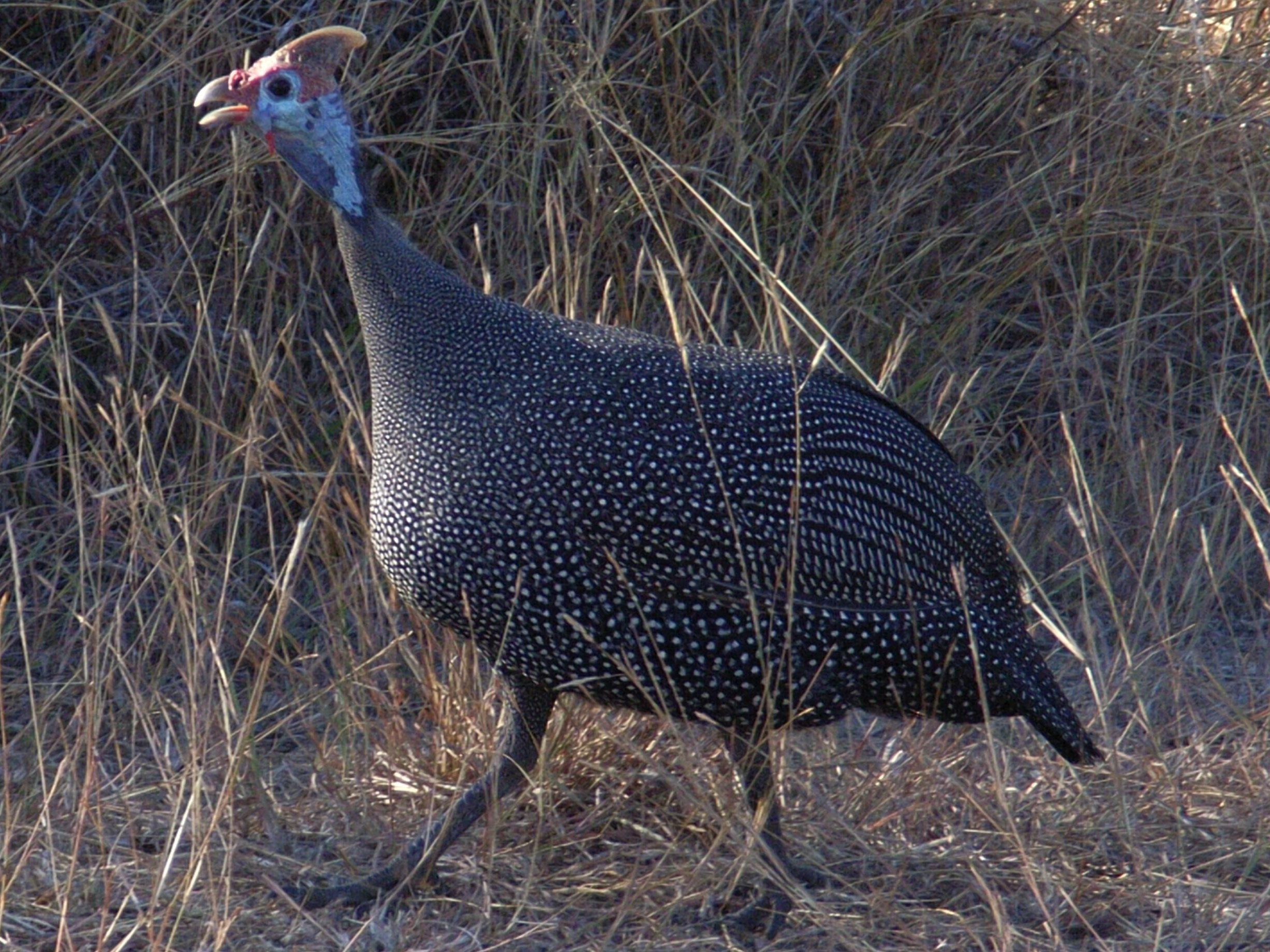
Цесарка звичайна (Numida meleagris)

- Цесарка звичайна, Numida meleagris
- Цесарка чубата, Guttera pucherani

Родина: Фазанові (Phasianidae)

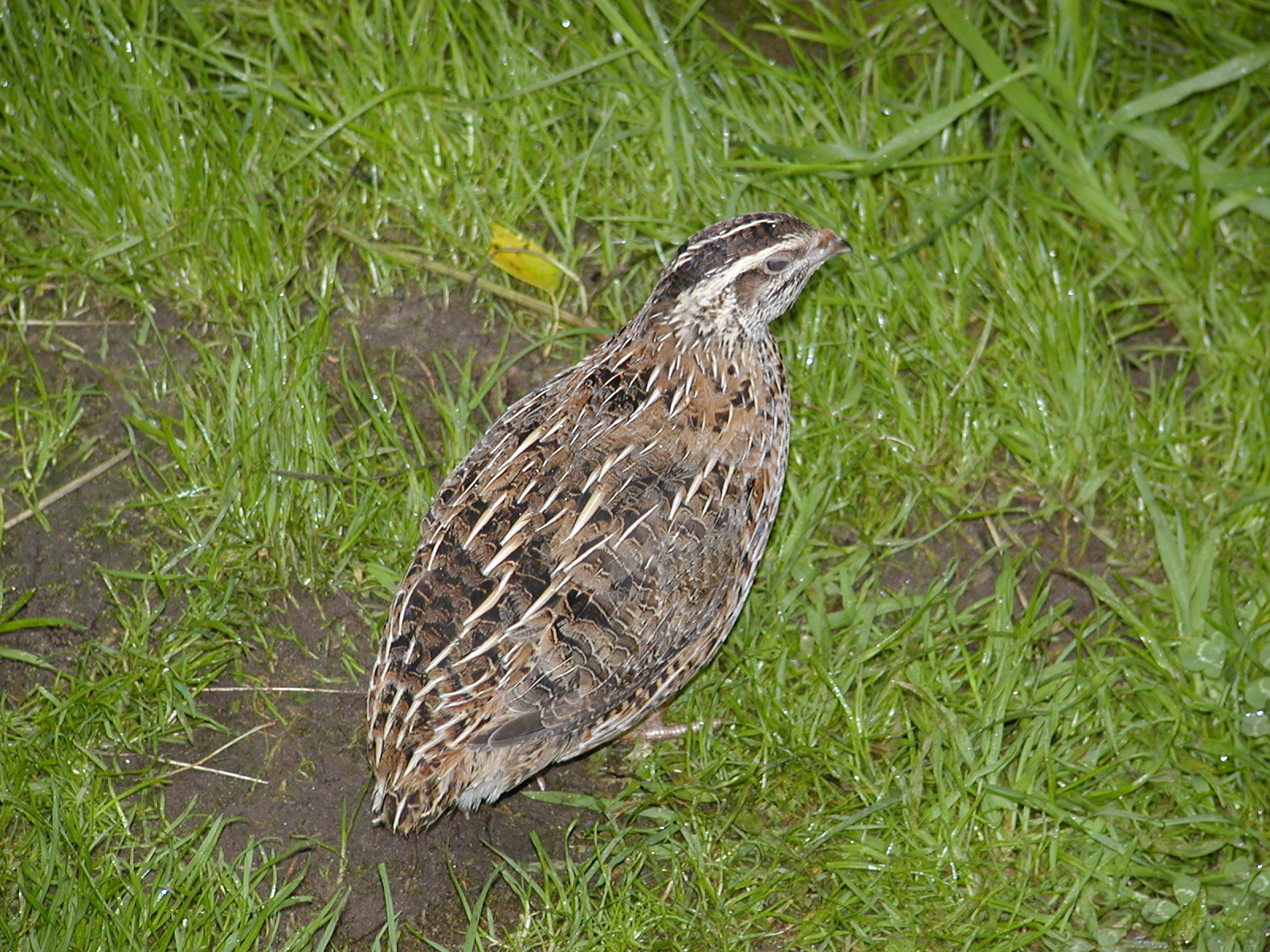
Перепілка звичайна, (Coturnix coturnix)

- Перепілка звичайна, Coturnix coturnix
- Перепілка-арлекін, Coturnix delegorguei
- Турач намібійський, Pternistis hartlaubi
- Турач червонодзьобий, Pternistis adspersus
- Турач капський, Pternistis capensis
- Турач чорноногий, Pternistis swainsonii
- Турач рудогорлий, Pternistis afer
- Турач чубатий, Ortygornis sephaena
- Турач вохристоголовий, Campocolinus coqui
- Турач південний, Scleroptila gutturalis

## Фламінгоподібні(Phoenicopteriformes)
Родина: Фламінгові (Phoenicopteridae)
- Фламінго рожевий, Phoenicopterus roseus
- Фламінго малий, Phoeniconaias minor

## Пірникозоподібні(Podicipediformes)
Родина: Пірникозові (Podicipedidae)
- Пірникоза мала, Tachybaptus ruficollis
- Пірникоза велика, Podiceps cristatus
- Пірникоза чорношия, Podiceps nigricollis

## Голубоподібні(Columbiformes)
Родина: Голубові (Columbidae)
- Голуб сизий, Columba livia (I)
- Голуб цяткований, Columba guinea
- Горлиця звичайна, Streptopelia turtur (V)
- Streptopelia decipiens
- Streptopelia semitorquata
- Streptopelia capicola
- Горлиця мала, Spilopelia senegalensis
- Горлиця сомалійська, Turtur chalcospilos
- Горлиця білолоба, Turtur tympanistria (V)
- Горлиця капська, Oena capensis
- Вінаго африканський, Treron calvus

## Рябкоподібні(Pterocliformes)
Родина: Рябкові (Pteroclidae)
- Рябок намібійський, Pterocles namaqua
- Рябок жовтогорлий, Pterocles gutturalis
- Рябок ботсванський, Pterocles bicinctus
- Рябок калахарський, Pterocles burchelli

## Дрохвоподібні(Otidiformes)
Родина: Дрохвові (Otididae)
- Дрохва африканська, Ardeotis kori

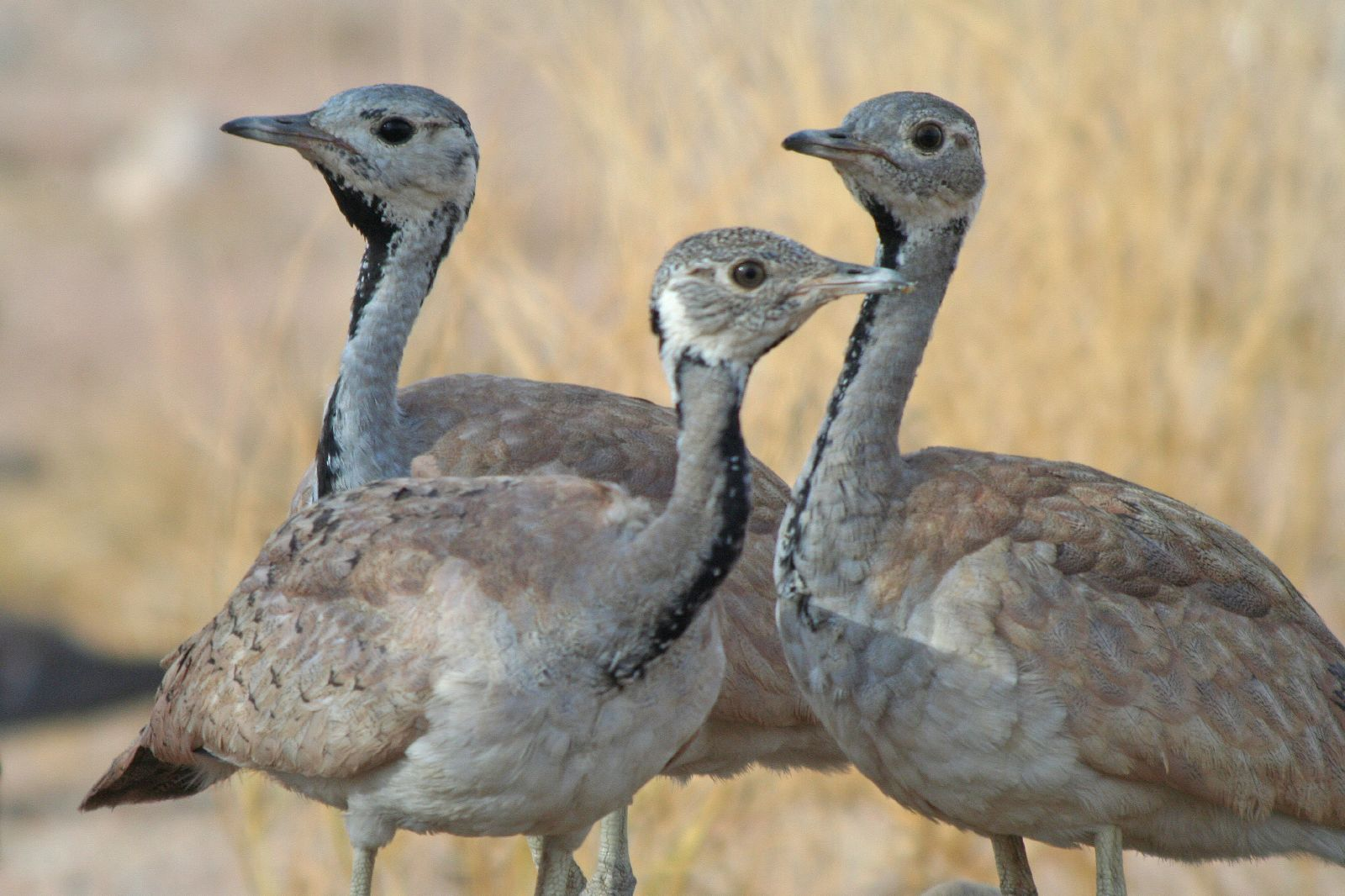
Корхаан намібійський (Eupodotis rueppellii)

- Дрохва чорноголова, Neotis ludwigii
- Дрохва кафрська, Neotis denhami
- Корхаан чорногорлий, Eupodotis vigorsii
- Корхаан намібійський, Eupodotis rueppellii
- Дрохва рудочуба, Eupodotis ruficrista
- Дрохва світлокрила, Eupodotis afroides
- Дрохва чорночерева, Lissotis melanogaster

## Туракоподібні(Musophagiformes)
Родина: Туракові (Musophagidae)
- Турако заїрський, Tauraco schalowi
- Турако червоночубий, Musophaga rossae (V)
- Галасник сірий, Corythaixoides concolor

## Зозулеподібні(Cuculiformes)
Родина: Зозулеві (Cuculidae)
- Коукал сенегальський, Centropus senegalensis
- Коукал ангольський, Centropus cupreicaudus
- Коукал білобровий, Centropus superciliosus
- Коукал африканський, Centropus grillii
- Зозуля чубата, Clamator glandarius
- Зозуля африканська, Clamator levaillantii
- Зозуля строката, Clamator jacobinus
- Зозуля товстодзьоба, Pachycoccyx audeberti
- Дідрик білощокий, Chrysococcyx caprius
- Дідрик білочеревий, Chrysococcyx klaas
- Дідрик жовтогрудий, Chrysococcyx cupreus
- Зозуля чорна, Cuculus clamosus
- Зозуля червоновола, Cuculus solitarius (V)
- Зозуля саванова, Cuculus gularis
- Зозуля звичайна, Cuculus canorus

## Дрімлюгоподібні(Caprimulgiformes)
Родина: Дрімлюгові (Caprimulgidae)
- Дрімлюга-прапорокрил ангольський, Caprimulgus vexillarius
- Дрімлюга звичайний, Caprimulgus europaeus
- Дрімлюга акацієвий, Caprimulgus rufigena
- Дрімлюга міомбовий, Caprimulgus pectoralis
- Дрімлюга болотяний, Caprimulgus natalensis
- Дрімлюга плямистий, Caprimulgus tristigma
- Дрімлюга габонський, Caprimulgus fossii

## Серпокрильцеподібні(Apodiformes)
Родина: Серпокрильцеві (Apodidae)

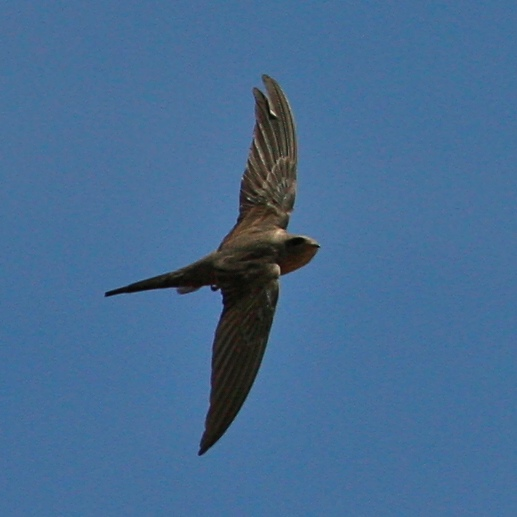
Серпокрилець пальмовий, (Cypsiurus parvus)

- Голкохвіст ангольський, Neafrapus boehmi
- Серпокрилець білочеревий, Apus melba
- Серпокрилець чорний, Apus apus
- Серпокрилець капський, Apus barbatus (V)
- Серпокрилець намібійський, Apus bradfieldi
- Серпокрилець малий, Apus affinis
- Серпокрилець ефіопський, Apus horus
- Серпокрилець білогузий, Apus caffer
- Серпокрилець пальмовий, Cypsiurus parvus

## Журавлеподібні(Gruiformes)
Родина: Sarothruridae
- Погонич рудоволий, Sarothrura rufa
- Погонич африканський, Sarothrura boehmi (V)

Родина: Пастушкові (Rallidae)
- Пастушок африканський, Rallus caerulescens
- Деркач, Crex crex
- Деркач африканський, Crex egregia
- Погонич звичайний, Porzana porzana (V)
- Курочка мала, Paragallinula angulata
- Курочка водяна, Gallinula chloropus
- Лиска африканська, Fulica cristata
- Султанка африканська, Porphyrio alleni
- Султанка зеленоспинна, Porphyrio madagascariensis
- Погонич буроголовий, Aenigmatolimnas marginalis
- Багновик африканський, Zapornia flavirostra
- Погонич-крихітка, Zapornia pusilla

Родина: Лапчастоногові (Heliornithidae)
- Лапчастоніг африканський, Podica senegalensis

Родина: Журавлеві (Gruidae)

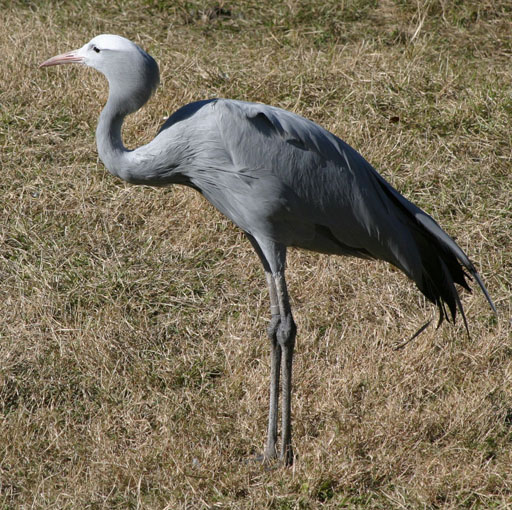
Журавель блакитний (Grus paradisea)

- Журавель-вінценос південний, Balearica regulorum
- Журавель блакитний, Anthropoides paradisea
- Журавель білошиїй, Bugeranus carunculatus

## Сивкоподібні(Charadriiformes)
Родина: Лежневі (Burhinidae)
- Лежень заїрський, Burhinus vermiculatus
- Лежень плямистий, Burhinus capensis

Родина: Чоботарові (Recurvirostridae)

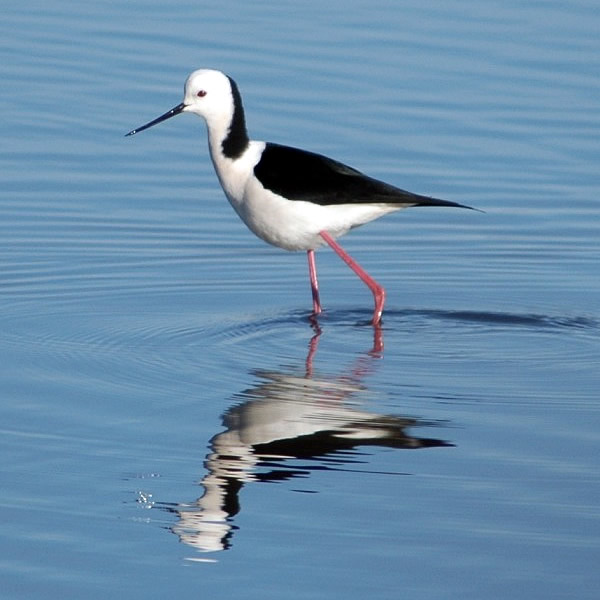
Кулик-довгоніг чорнокрилий (Himantopus himantopus)

- Кулик-довгоніг чорнокрилий, Himantopus himantopus
- Чоботар, Recurvirostra avosetta

Родина: Куликосорокові (Haematopodidae)
- Кулик-сорока, Haematopus ostralegus
- Кулик-сорока африканський, Haematopus moquini

Родина: Сивкові (Charadriidae)

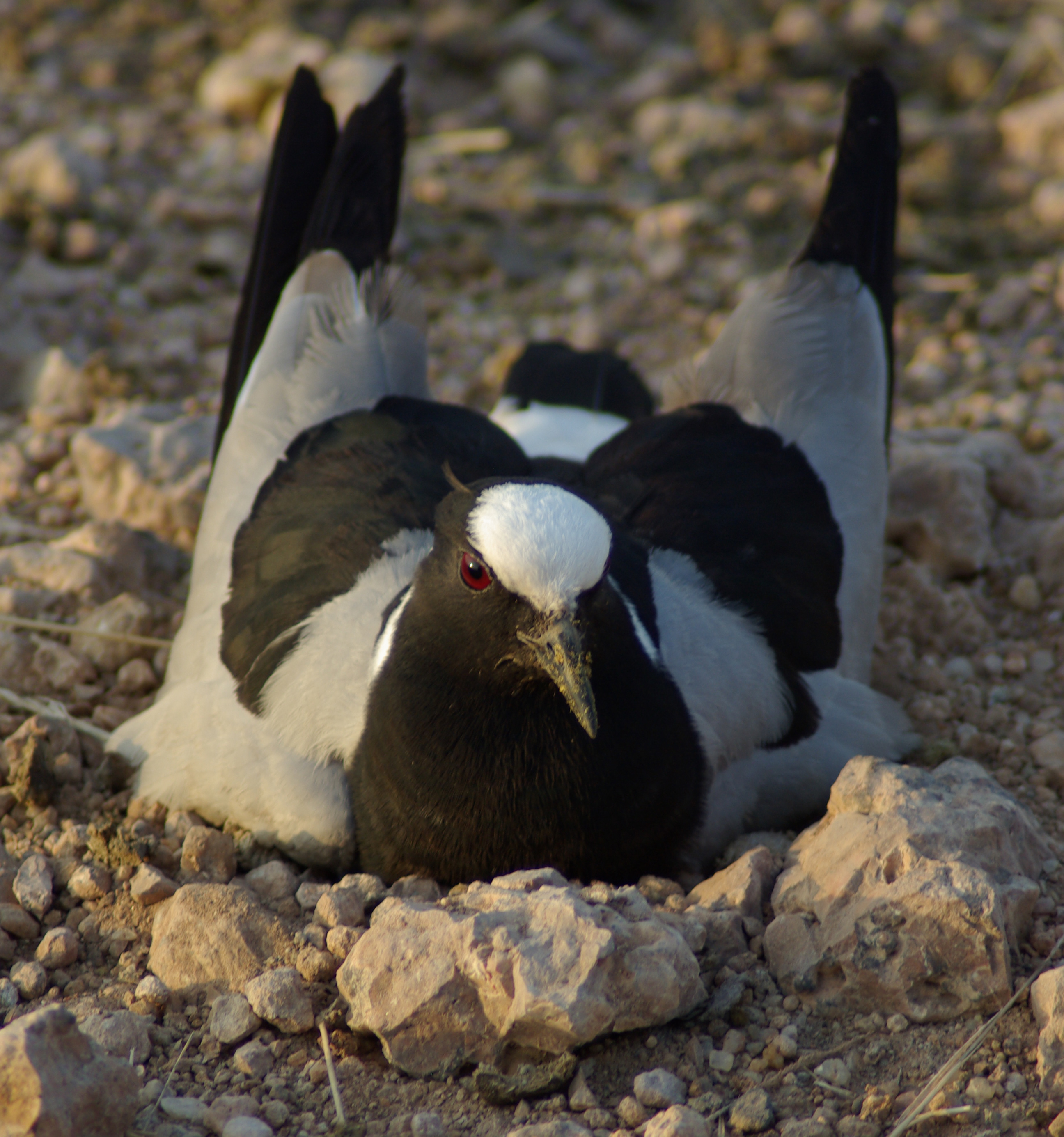
Чайка строката (Vanellus armatus)

- Сивка морська, Pluvialis squatarola
- Сивка американська, Pluvialis dominica (V)
- Сивка бурокрила, Pluvialis fulva (V)
- Чайка білоголова, Vanellus crassirostris
- Чайка строката, Vanellus armatus
- Чайка шпорова, Vanellus spinosus (V)
- Чайка вусата, Vanellus albiceps
- Чайка чорнолоба, Vanellus coronatus
- Чайка сенегальська, Vanellus senegallus
- Пісочник монгольський, Charadrius mongolus
- Пісочник товстодзьобий, Charadrius leschenaultii
- Пісочник каспійський, Charadrius asiaticus
- Пісочник-пастух, Charadrius pecuarius
- Пісочник морський, Charadrius alexandrinus (V)
- Пісочник великий, Charadrius hiaticula
- Пісочник малий, Charadrius dubius (V)
- Пісочник білобровий, Charadrius tricollaris
- Пісочник білолобий, Charadrius marginatus
- Пісочник блідий, Charadrius pallidus

Родина: Мальованцеві (Rostratulidae)
- Мальованець афро-азійський, Rostratula benghalensis

Родина: Яканові (Jacanidae)
- Якана мала, Microparra capensis
- Якана африканська, Actophilornis africanus

Родина: Баранцеві (Scolopacidae)

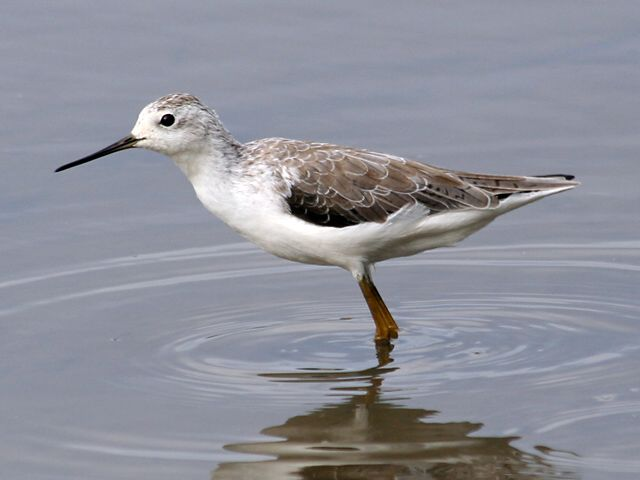
Коловодник ставковий (Tringa stagnatilis)

- Кульон середній, Numenius phaeopus
- Кульон великий, Numenius arquata (V)
- Грицик малий, Limosa lapponica
- Грицик великий, Limosa limosa (V)
- Крем'яшник звичайний, Arenaria interpres
- Побережник ісландський, Calidris canutus
- Брижач, Calidris pugnax
- Побережник болотяний, Calidris falcinellus (V)
- Побережник червоногрудий, Calidris ferruginea
- Побережник білохвостий, Calidris temminckii (V)
- Побережник білий, Calidris alba
- Побережник чорногрудий, Calidris alpina (V)
- Побережник канадський, Calidris bairdii (V)
- Побережник малий, Calidris minuta
- Побережник білогрудий, Calidris fuscicollis (V)
- Жовтоволик, Calidris subruficollis (V)
- Побережник арктичний, Calidris melanotos (V)
- Баранець великий, Gallinago media
- Баранець африканський, Gallinago nigripennis
- Мородунка, Xenus cinereus
- Плавунець довгодзьобий, Phalaropus tricolor (V)
- Плавунець круглодзьобий, Phalaropus lobatus
- Плавунець плоскодзьобий, Phalaropus fulicarius
- Набережник, Actitis hypoleucos
- Коловодник лісовий, Tringa ochropus (V)
- Коловодник чорний, Tringa erythropus
- Коловодник великий, Tringa nebularia
- Коловодник ставковий, Tringa stagnatilis
- Коловодник болотяний, Tringa glareola
- Коловодник звичайний, Tringa totanus

Родина: Триперсткові (Turnicidae)
- Триперстка африканська, Turnix sylvaticus

Родина: Дерихвостові (Glareolidae)
- Бігунець рудий, Cursorius rufus
- Бігунець малий, Cursorius temminckii
- Бігунець смугастоволий, Smutsornis africanus
- Бігунець плямистоволий, Rhinoptilus cinctus
- Бігунець червононогий, Rhinoptilus chalcopterus
- Дерихвіст лучний, Glareola pratincola
- Дерихвіст степовий, Glareola nordmanni
- Дерихвіст скельний, Glareola nuchalis

Родина: Поморникові (Stercorariidae)
- Поморник антарктичний, Stercorarius maccormicki
- Поморник фолклендський, Stercorarius antarctica
- Поморник середній, Stercorarius pomarinus
- Поморник короткохвостий, Stercorarius parasiticus
- Поморник довгохвостий, Stercorarius longicaudus (V)

Родина: Мартинові (Laridae)
- Мартин вилохвостий, Xema sabini

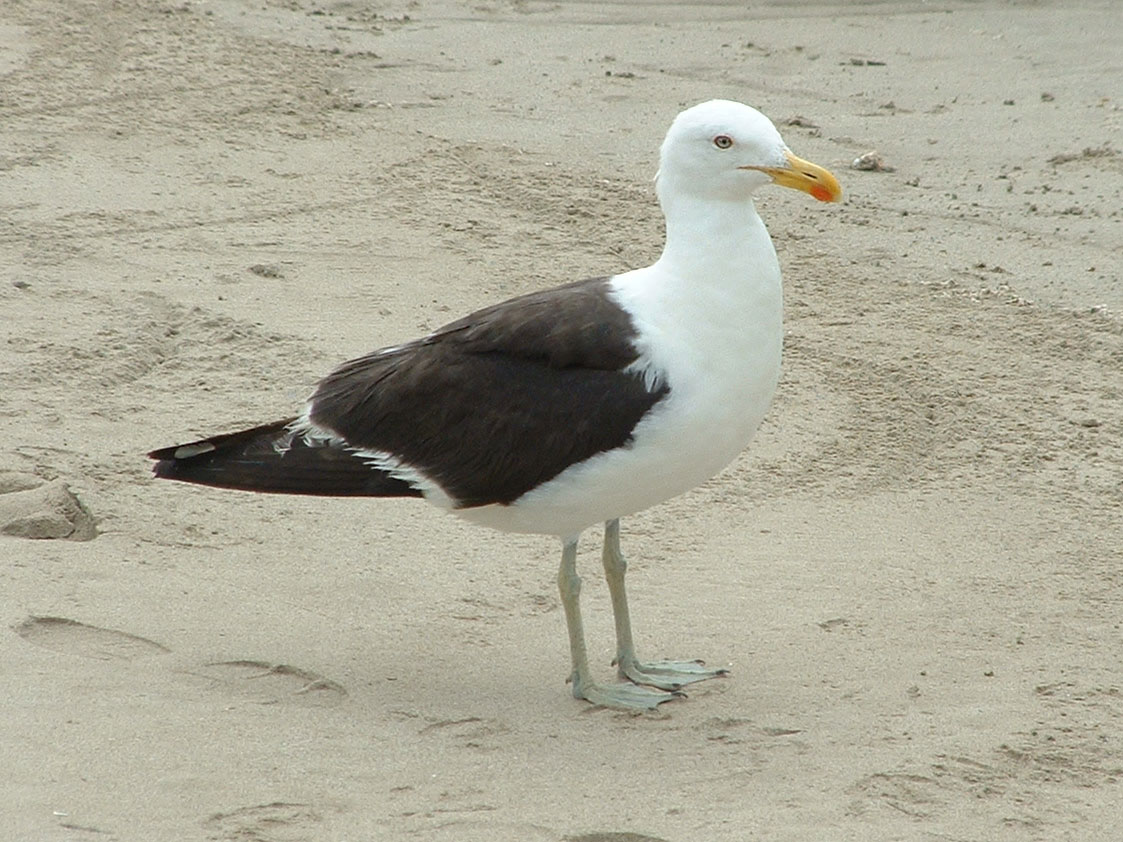
Мартин домініканський (Larus dominicanus)

- Мартин сіроголовий, Chroicocephalus cirrocephalus
- Мартин намібійський, Chroicocephalus hartlaubii
- Мартин звичайний, Chroicocephalus ridibundus (V)
- Мартин ставковий, Leucophaeus pipixcan (V)
- Larus michahellis (V)
- Мартин чорнокрилий, Larus fuscus
- Мартин домініканський, Larus dominicanus
- Крячок бурокрилий, Onychoprion anaethetus (V)
- Крячок малий, Sternula albifrons (V)
- Крячок намібійський, Sternula balaenarum
- Крячок чорнодзьобий, Gelochelidon nilotica (V)
- Крячок каспійський, Hydroprogne caspia
- Крячок чорний, Chlidonias niger
- Крячок білокрилий, Chlidonias leucopterus
- Крячок білощокий, Chlidonias hybrida
- Крячок рожевий, Sterna dougallii
- Крячок річковий, Sterna hirundo
- Крячок полярний, Sterna paradisaea
- Крячок антарктичний, Sterna vittata (V)
- Крячок африканський, Thalasseus albididorsalis
- Крячок жовтодзьобий, Thalasseus bergii
- Крячок рябодзьобий, Thalasseus sandvicensis
- Крячок каліфорнійський, Thalasseus elegans (V)
- Крячок бенгальський, Thalasseus bengalensis (V)
- Водоріз африканський, Rynchops flavirostris

## Фаетоноподібні(Phaethontiformes)
Родина: Фаетонові (Phaethontidae)
- Фаетон білохвостий, Phaethon lepturus (V)

## Пінгвіноподібні(Sphenisciformes)
Родина: Пінгвінові (Spheniscidae)

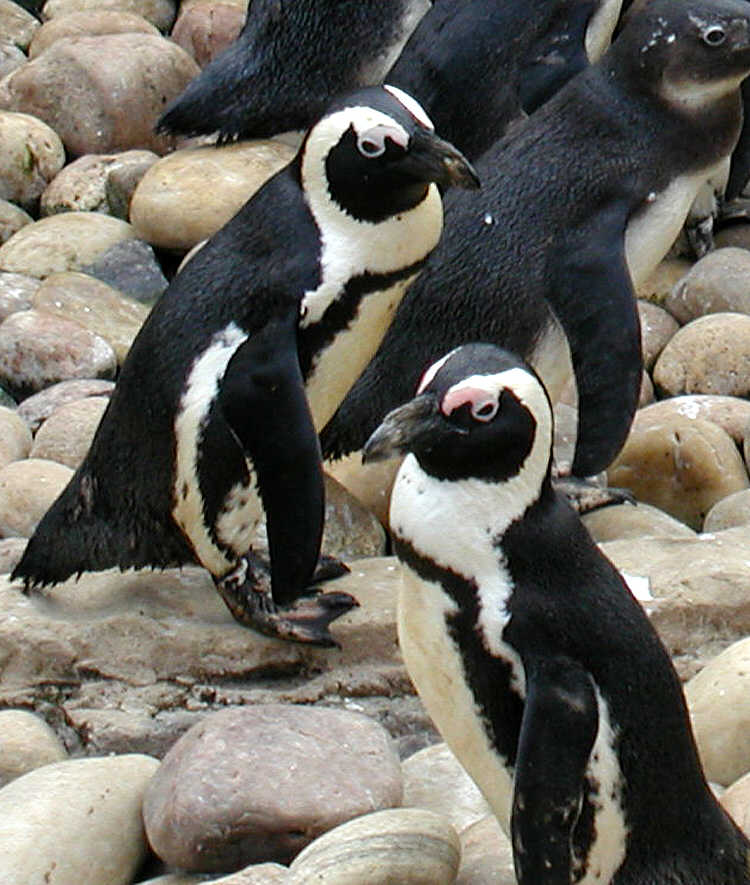
Пінгвін африканський (Spheniscus demersus)

- Пінгвін африканський, Spheniscus demersus

## Буревісникоподібні(Procellariiformes)
Родина: Альбатросові (Diomedeidae)
- Альбатрос смугастодзьобий, Thalassarche chlororhynchos
- Альбатрос сіроголовий, Thalassarche chrysostoma (V)
- Альбатрос сірощокий, Thalassarche cauta
- Альбатрос баунтійський, Thalassarche salvini (V)
- Альбатрос чорнобровий, Thalassarche melanophris
- Альбатрос мандрівний, Diomedea exulans

Родина: Океанникові (Oceanitidae)

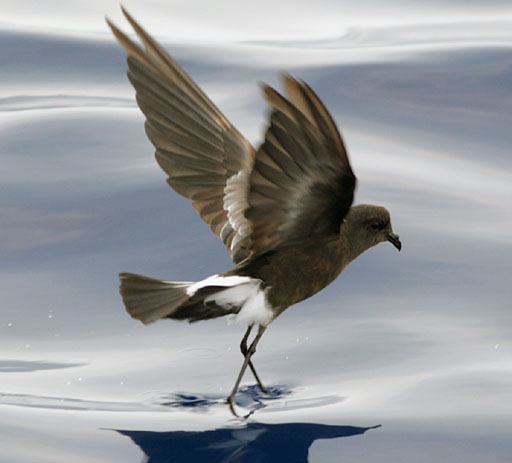
Океанник Вільсона (Oceanites oceanicus)

- Океанник Вільсона, Oceanites oceanicus

Родина: Качуркові (Hydrobatidae)
- Фрегета білочерева, Fregetta grallaria (V)
- Фрегета чорночерева, Fregetta tropica (V)
- Качурка морська, Hydrobates pelagicus
- Качурка північна, Oceanodroma leucorhoa
- Качурка мадерійська, Oceanodroma castro (V)

Родина: Буревісникові (Procellariidae)
- Буревісник гігантський, Macronectes giganteus
- Буревісник велетенський, Macronectes halli
- Буревісник південний, Fulmarus glacialoides
- Пінтадо, Daption capense
- Тайфунник кергеленський, Aphrodroma brevirostris (V)
- Тайфунник довгокрилий, Pterodroma macroptera
- Тайфунник м'якоперий, Pterodroma mollis
- Тайфунник атлантичний, Pterodroma incerta (V)
- Пріон сніжний, Pachyptila turtur
- Пріон широкодзьобий, Pachyptila vittata (V)
- Пріон антарктичний, Pachyptila desolata
- Пріон тонкодзьобий, Pachyptila belcheri (V)
- Бульверія тонкодзьоба, Bulweria bulwerii (V)
- Буревісник сірий, Procellaria cinerea  (V)
- Буревісник білогорлий, Procellaria aequinoctialis
- Буревісник атлантичний, Calonectris borealis
- Буревісник великий, Ardenna gravis
- Буревісник сивий, Ardenna griseus
- Буревісник малий, Puffinus puffinus
- Буревісник-крихітка тристанський, Puffinus elegans

## Лелекоподібні(Ciconiiformes)
Родина: Лелекові (Ciconiidae)

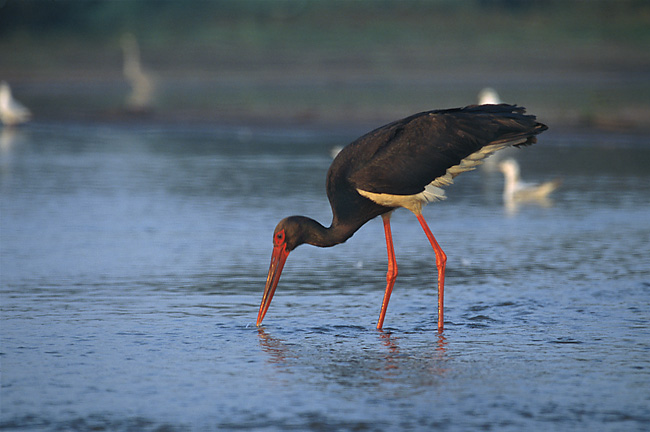
Лелека чорний (Ciconia nigra)

- Лелека-молюскоїд африканський, Anastomus lamelligerus
- Лелека чорний, Ciconia nigra
- Лелека африканський, Ciconia abdimii
- Лелека тропічний, Ciconia microscelis
- Лелека білий, Ciconia ciconia
- Ябіру сенегальський, Ephippiorhynchus senegalensis
- Марабу африканський, Leptoptilos crumenifer
- Лелека-тантал африканський, Mycteria ibis

## Сулоподібні(Suliformes)
Родина: Сулові (Sulidae)

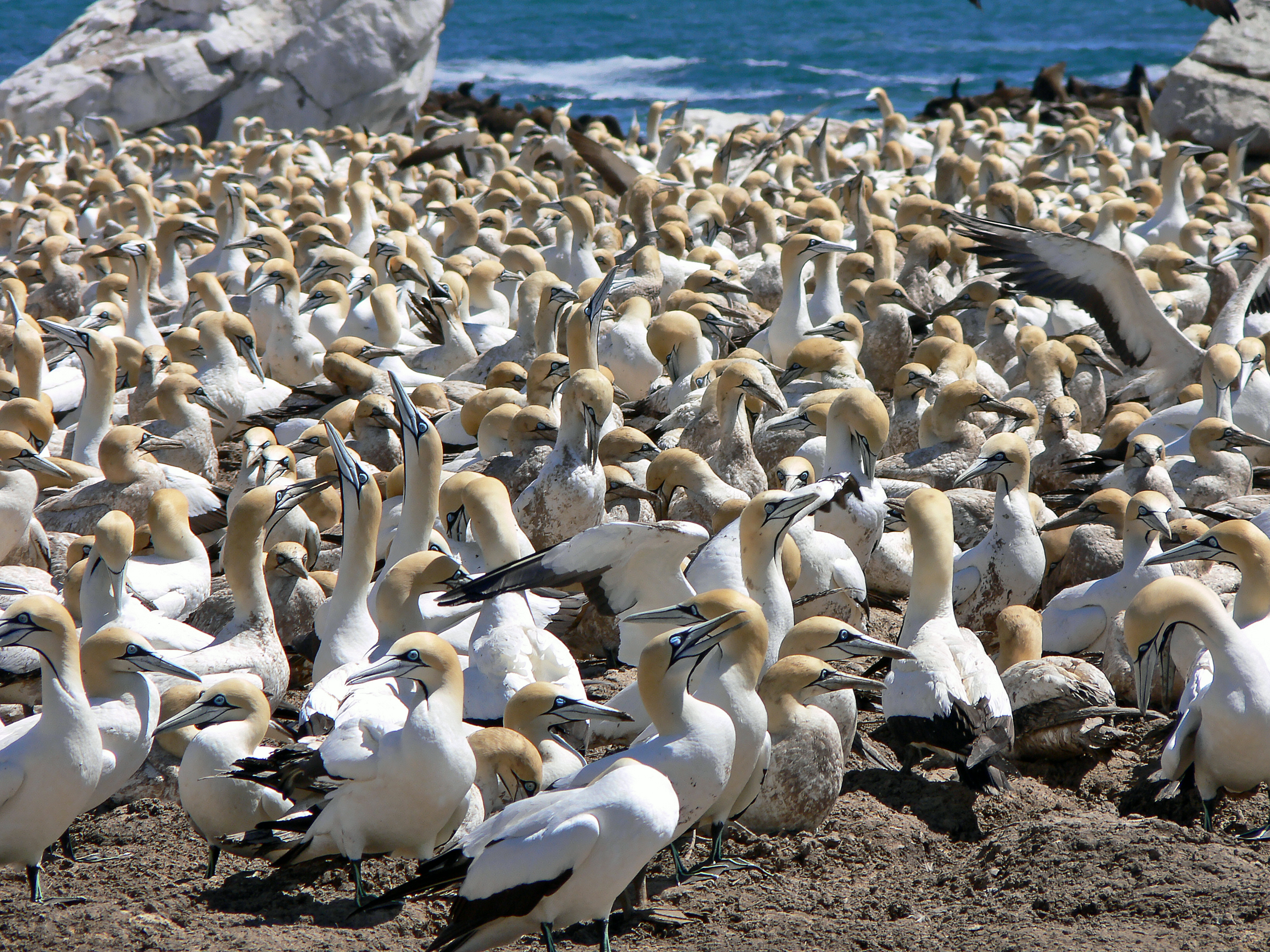
Колонія африканських сул (Morus capensis)

- Сула білочерева, Sula leucogaster (V)
- Сула червононога, Sula sula (V)
- Сула африканська, Morus capensis
- Сула австралійська, Morus serrator (V)

Родина: Змієшийкові (Anhingidae)
- Змієшийка африканська, Anhinga rufa

Родина: Бакланові (Phalacrocoracidae)
- Баклан африканський, Microcarbo africanus
- Баклан намібійський, Microcarbo coronatus
- Баклан великий, Phalacrocorax carbo
- Баклан капський, Phalacrocorax capensis
- Баклан береговий, Phalacrocorax neglectus

## Пеліканоподібні(Pelecaniformes)
Родина: Пеліканові (Pelecanidae)
- Пелікан рожевий, Pelecanus onocrotalus
- Пелікан африканський, Pelecanus rufescens

Родина: Молотоголовові (Scopidae)
- Молотоголов, Scopus umbretta

Родина: Чаплеві (Ardeidae)
- Бугай, Botaurus stellaris
- Бугайчик, Ixobrychus minutus

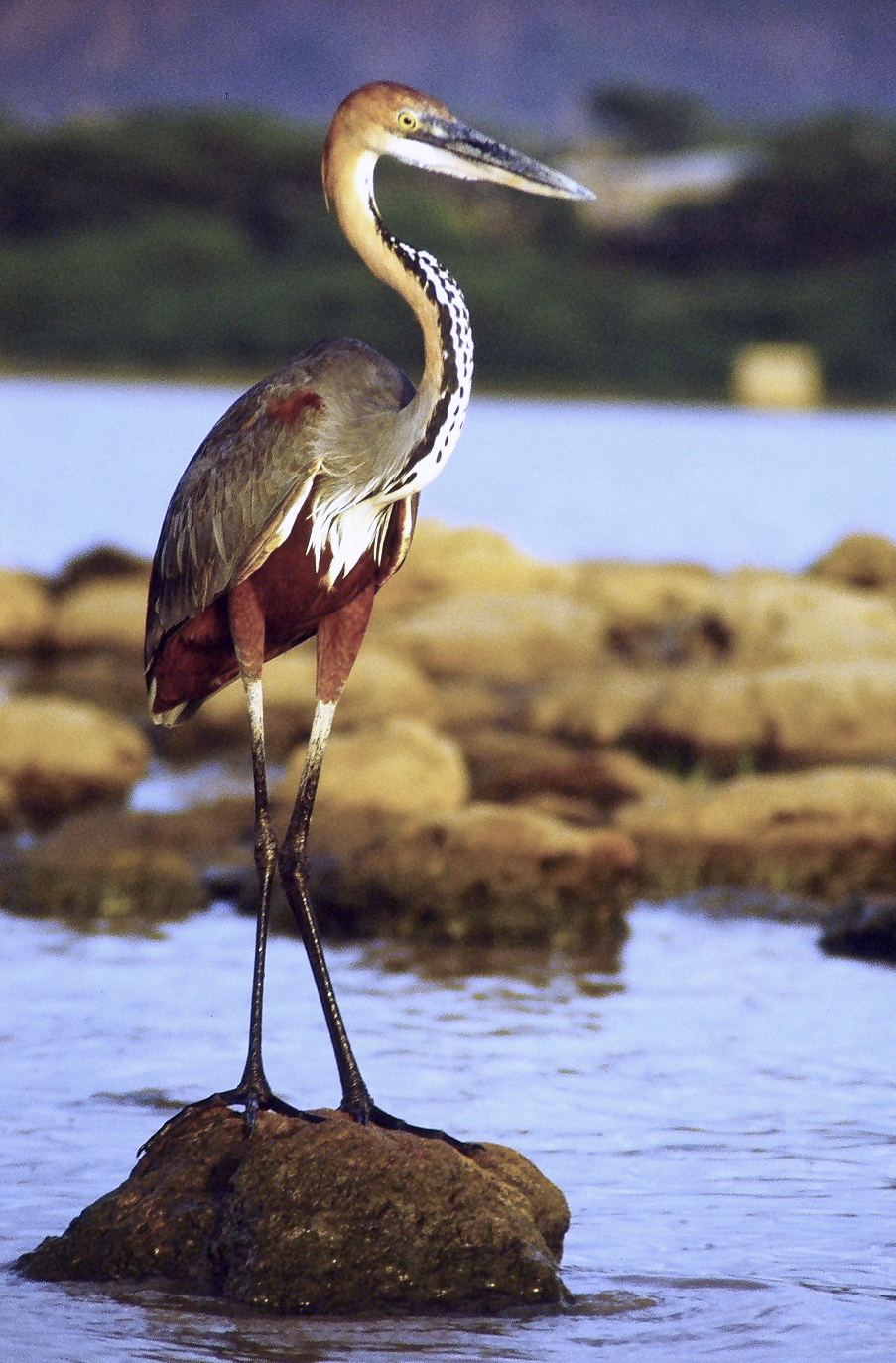
Чапля-велетень (Ardea goliath)

- Бугайчик африканський, Ixobrychus sturmii
- Чапля сіра, Ardea cinerea
- Чапля чорноголова, Ardea melanocephala
- Чапля-велетень, Ardea goliath
- Чапля руда, Ardea purpurea
- Чепура велика, Ardea alba
- Чепура середня, Ardea intermedia
- Чепура мала, Egretta garzetta
- Чепура ботсванійська, Egretta vinaceigula
- Чепура чорна, Egretta ardesiaca
- Чапля єгипетська, Bubulcus ibis
- Чапля жовта, Ardeola ralloides
- Чапля рудочерева, Ardeola rufiventris
- Чапля мангрова, Butorides striata
- Квак звичайний, Nycticorax nycticorax
- Квак білобокий, Gorsachius leuconotus

Родина: Ібісові (Threskiornithidae)

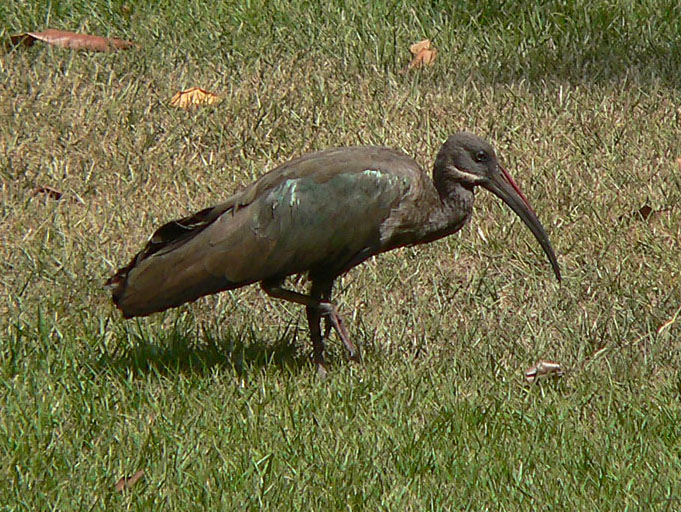
Гагедаш (Bostrychia hagedash)

- Коровайка бура, Plegadis falcinellus
- Ібіс священний, Threskiornis aethiopicus
- Гагедаш, Bostrychia hagedash
- Косар африканський, Platalea alba

## Яструбоподібні(Accipitriformes)
Родина: Секретарові (Sagittariidae)
- Птах-секретар, Sagittarius serpentarius

Родина: Скопові (Pandionidae)
- Скопа, Pandion haliaetus

Родина: Яструбові (Accipitridae)

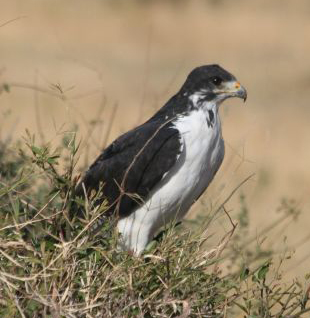
Канюк скельний (Buteo rufofuscus)

- Шуліка чорноплечий, Elanus caeruleus
- Polyboroides typus
- Гриф пальмовий, Gypohierax angolensis (V)
- Ягнятник, Gypaetus barbatus (V)
- Стерв'ятник, Neophron percnopterus (V)
- Осоїд, Pernis apivorus
- Шуляк африканський, Aviceda cuculoides
- Гриф білоголовий, Trigonoceps occipitalis
- Гриф африканський, Torgos tracheliotos
- Стерв'ятник бурий, Necrosyrtes monachus
- Gyps africanus
- Gyps coprotheres
- Terathopius ecaudatus
- Circaetus pectoralis
- Circaetus cinereus
- Circaetus cinerascens
- Шуліка-широкорот, Macheiramphus alcinus
- Орел вінценосний, Stephanoaetus coronatus (V)
- Орел-боєць, Polemaetus bellicosus
- Орел довгочубий, Lophaetus occipitalis
- Підорлик малий, Clanga pomarina
- Орел білоголовий, Hieraaetus wahlbergi
- Орел-карлик, Hieraaetus pennatus
- Hieraaetus ayresii
- Орел рудий, Aquila rapax
- Орел степовий, Aquila nipalensis
- Орел кафрський, Aquila verreauxii
- Aquila spilogaster
- Яструб-ящірколов, Kaupifalco monogrammicus
- Яструб-крикун темний, Melierax metabates
- Яструб-крикун світлий, Melierax canorus
- Габар, Micronisus gabar
- Лунь очеретяний, Circus aeruginosus
- Circus ranivorus
- Circus maurus
- Лунь степовий, Circus macrourus
- Лунь лучний, Circus pygargus
- Яструб ангольський, Accipiter tachiro
- Яструб туркестанський, Accipiter badius
- Яструб савановий, Accipiter minullus
- Яструб намібійський, Accipiter ovampensis
- Яструб чорний, Accipiter melanoleucus
- Шуліка чорний, Milvus migrans
- Орлан-крикун, Haliaeetus vocifer
- Канюк звичайний, Buteo buteo
- Канюк степовий, Buteo rufinus (V)
- Buteo augur
- Канюк скельний, Buteo rufofuscus

## Совоподібні(Strigiformes)
Родина: Сипухові (Tytonidae)
- Сипуха африканська, Tyto capensis
- Сипуха, Tyto alba

Родина: Совові (Strigidae)

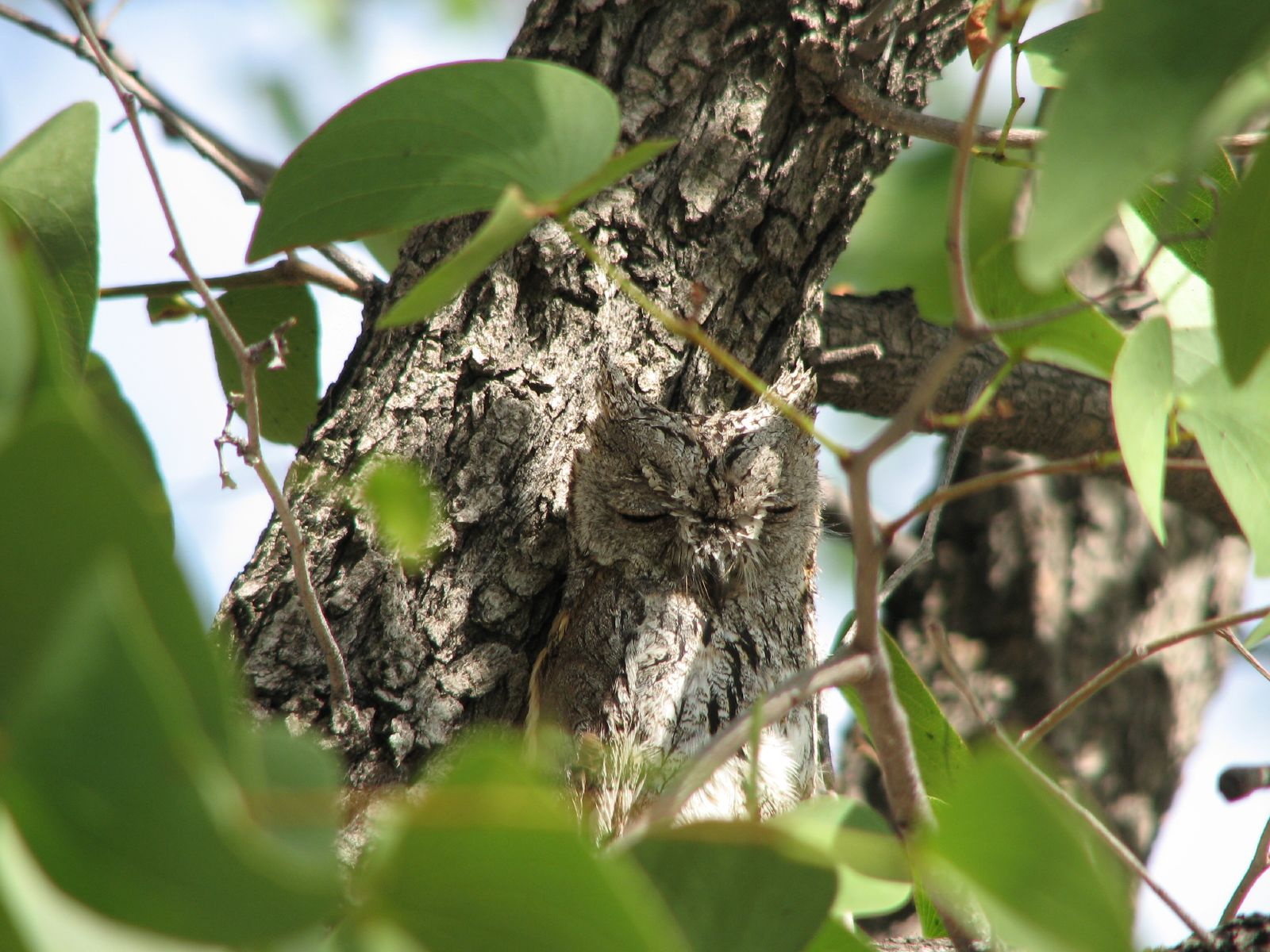
Сплюшка африканська (Otus senegalensis)

- Сплюшка африканська, Otus senegalensis
- Сплюшка південна, Ptilopsis granti
- Пугач капський, Bubo capensis
- Пугач африканський, Bubo africanus
- Пугач блідий, Bubo lacteus
- Сова-рибоїд смугаста, Scotopelia peli
- Сичик-горобець савановий, Glaucidium perlatum
- Сичик-горобець мозамбіцький, Glaucidium capense
- Сова-лісовик африканська, Strix woodfordii
- Сова африканська, Asio capensis

## Чепігоподібні(Coliiformes)
Родина: Чепігові (Coliidae)
- Чепіга намібійська, Colius colius
- Паяро вохристоволий, Urocolius indicus

## Трогоноподібні(Trogoniformes)
Родина: Трогонові (Trogonidae)
- Трогон зелений, Apaloderma narina

## Bucerotiformes
Родина: Одудові (Upupidae)
- Одуд, Upupa epops

Родина: Слотнякові (Phoeniculidae)
- Слотняк пурпуровий, Phoeniculus purpureus
- Слотняк фіолетовий, Phoeniculus damarensis
- Ірисор великий, Rhinopomastus cyanomelas

Родина: Кромкачні (Bucorvinae)

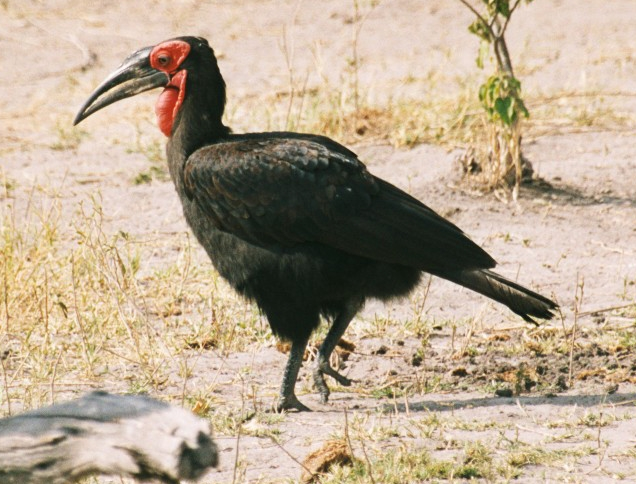
Кромкач кафрський (Bucorvus leadbeateri)

- Кромкач кафрський, Bucorvus leadbeateri

Родина: Птахи-носороги (Bucerotidae)
- Токо бурий, Lophoceros alboterminatus
- Токо скельний, Lophoceros bradfieldi
- Токо плямистодзьобий, Lophoceros nasutus
- Токо намібійський, Tockus leucomelas
- Токо ангольський, Tockus monteiri
- Токо південний, Tockus rufirostris
- Токо дамарський, Tockus damarensis
- Калао-трубач, Bycanistes bucinator

## Сиворакшоподібні(Coraciiformes)
Родина: Рибалочкові (Alcedinidae)

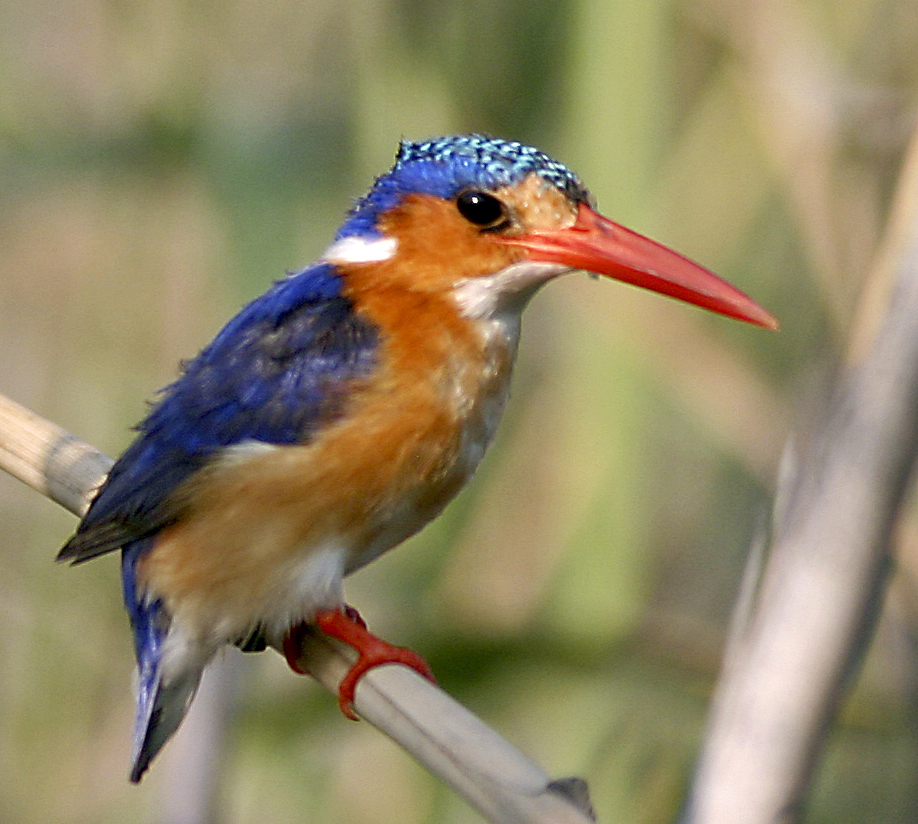
Рибалочка діадемовий (Corythornis cristatus)

- Рибалочка кобальтовий, Alcedo semitorquata
- Рибалочка діадемовий, Corythornis cristatus
- Рибалочка-крихітка синьоголовий, Ispidina picta
- Альціон сіроголовий, Halcyon leucocephala
- Альціон сенегальський, Halcyon senegalensis
- Альціон буроголовий, Halcyon albiventris
- Альціон малий, Halcyon chelicuti
- Рибалочка-чубань африканський, Megaceryle maximus
- Рибалочка строкатий, Ceryle rudis

Родина: Бджолоїдкові (Meropidae)
- Бджолоїдка білолоба, Merops bullockoides
- Бджолоїдка карликова, Merops pusillus
- Бджолоїдка вилохвоста, Merops hirundineus
- Бджолоїдка зелена, Merops persicus
- Бджолоїдка оливкова, Merops superciliosus
- Бджолоїдка звичайна, Merops apiaster
- Merops nubicoides

Родина: Сиворакшові (Coraciidae)

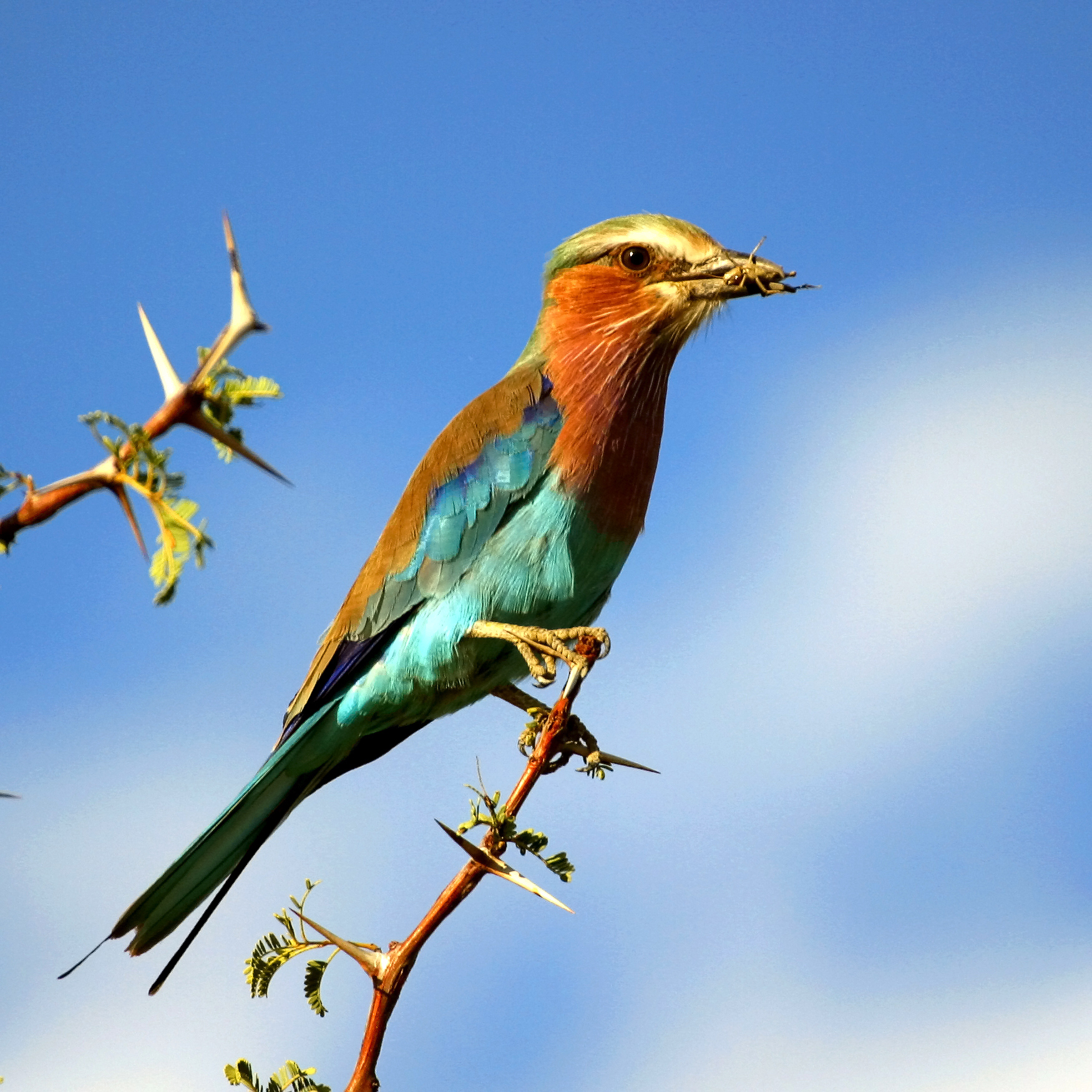
Сиворакша рожевовола (Coracias caudatus)

- Сиворакша євразійська, Coracias garrulus
- Сиворакша рожевовола, Coracias caudata
- Сиворакша мозамбіцька, Coracias spatulata
- Сиворакша білоброва, Coracias naevia
- Широкорот африканський, Eurystomus glaucurus

## Дятлоподібні(Piciformes)
Родина: Лібійні (Lybiidae)
- Барбудо чубатий, Trachyphonus vaillantii
- Барбіон жовтолобий, Pogoniulus chrysoconus
- Лібія-зубодзьоб акацієва, Tricholaema leucomelas
- Лібія чорношия, Lybius torquatus

Родина: Воскоїдові (Indicatoridae)
- Ковтач сіроголовий, Prodotiscus zambesiae
- Ковтач світлочеревий, Prodotiscus regulus
- Воскоїд малий, Indicator minor
- Воскоїд строкатий, Indicator variegatus (V)
- Воскоїд великий, Indicator indicator

Родина: Дятлові (Picidae)
- Дятел сірощокий, Dendropicos fuscescens
- Дятел бородатий, Chloropicus namaquus
- Дятел оливковий, Dendropicos griseocephalus
- Дятлик акацієвий, Campethera bennettii
- Дятлик золотохвостий, Campethera abingoni

## Соколоподібні(Falconiformes)
Родина: Соколові (Falconidae)

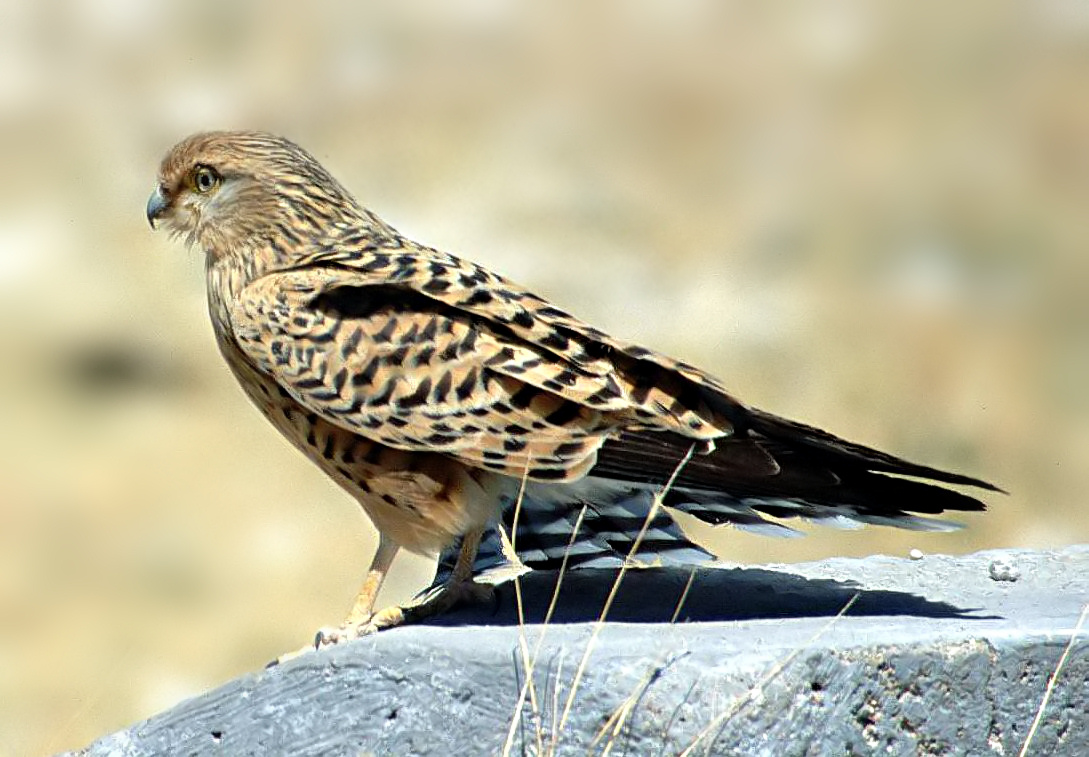
Боривітер великий (Falco rupicoloides)

- Сокіл-крихітка африканський, Polihierax semitorquatus
- Боривітер степовий, Falco naumanni
- Боривітер савановий, Falco rupicolus
- Боривітер великий
- Боривітер сірий, Falco ardosiaceus
- Боривітер білоголовий, Falco dickinsoni
- Турумті, Falco chicquera
- Кібчик, Falco vespertinus
- Кібчик амурський, Falco amurensis
- Підсоколик Елеонори, Falco eleonorae (V)
- Підсоколик сірий, Falco concolor (V)
- Підсоколик великий, Falco subbuteo
- Підсоколик африканський, Falco cuvierii
- Ланер, Falco biarmicus
- Сапсан, Falco peregrinus

## Папугоподібні(Psittaciformes)
Родина: Psittaculidae

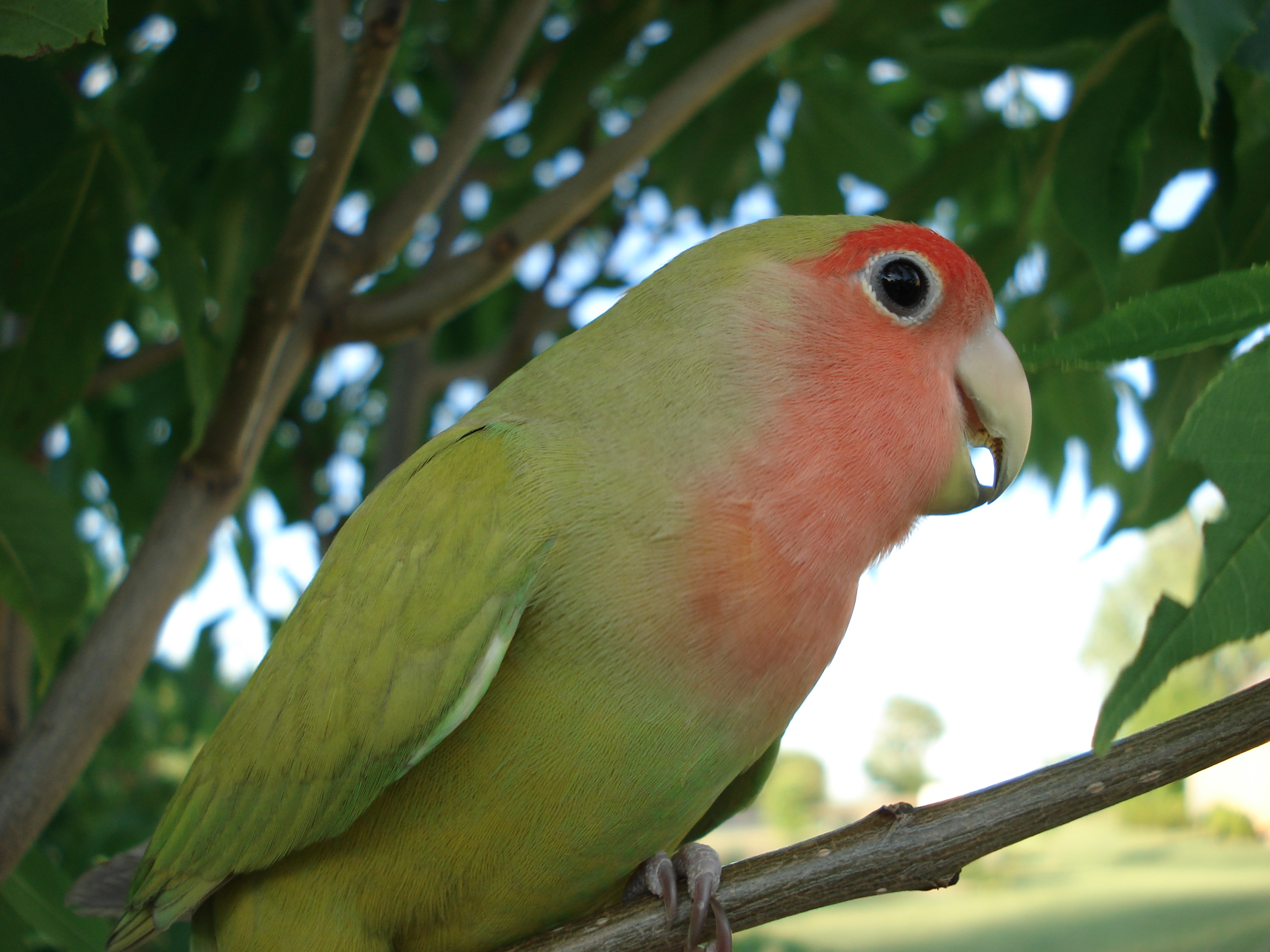
Нерозлучник рожевощокий (Agapornis roseicollis)

- Нерозлучник рожевощокий, Agapornis roseicollis
- Нерозлучник чорнощокий, Agapornis nigrigenis (V)

Родина: Папугові (Psittacidae)
- Poicephalus fuscicollis
- Папуга-довгокрил жовтоплечий, Poicephalus meyeri
- Папуга-довгокрил ангольський, Poicephalus rueppellii

## Горобцеподібні(Passeriformes)
Родина: Рогодзьобові (Eurylaimidae)
- Широкодзьоб чорноголовий, Smithornis capensis

Родина: Пітові (Pittidae)
- Піта ангольська, Pitta angolensis (V)

Родина: Личинкоїдові (Campephagidae)
- Шикачик білочеревий, Ceblepyris pectoralis
- Личинкоїд південний, Campephaga flava

Родина: Вивільгові (Oriolidae)
- Вивільга звичайна, Oriolus oriolus
- Вивільга золота, Oriolus auratus
- Вивільга південна, Oriolus larvatus

Родина: Прирітникові (Platysteiridae)
- Ланіель, Lanioturdus torquatus
- Приріт білобокий, Batis molitor
- Приріт сіробокий, Batis pririt

Родина: Вангові (Vangidae)
- Багадаїс білочубий, Prionops plumatus
- Багадаїс червоновійчастий, Prionops retzii

Родина: Гладіаторові (Malaconotidae)
- Брубру, Nilaus afer
- Кубла строката, Dryoscopus cubla
- Чагра велика, Tchagra senegala

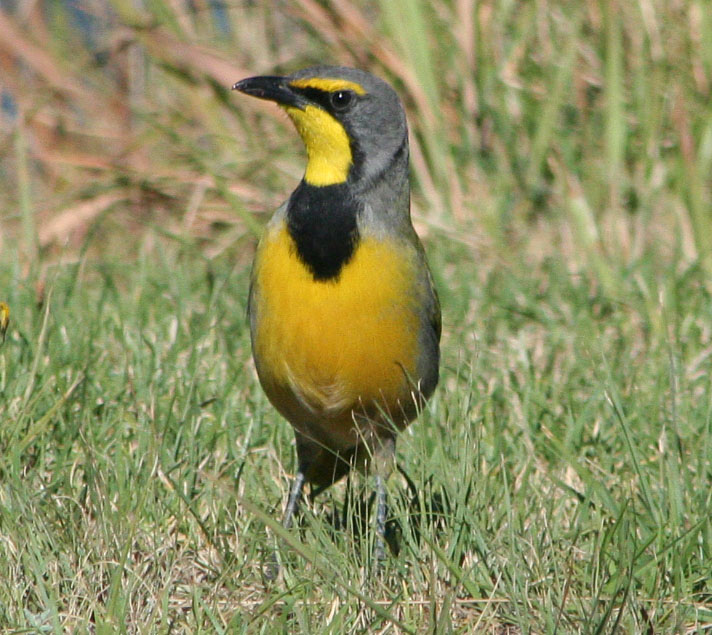
Бокмакірі (Telophorus zeylonus)

- Чагра буроголова, Tchagra australis
- Гонолек тропічний, Laniarius major
- Гонолек двобарвний, Laniarius bicolor
- Гонолек червоноволий, Laniarius atrococcineus
- Бокмакірі, Telophorus zeylonus
- Вюргер золотистий, Chlorophoneus sulfureopectus
- Гладіатор сіроголовий, Malaconotus blanchoti

Родина: Дронгові (Dicruridae)

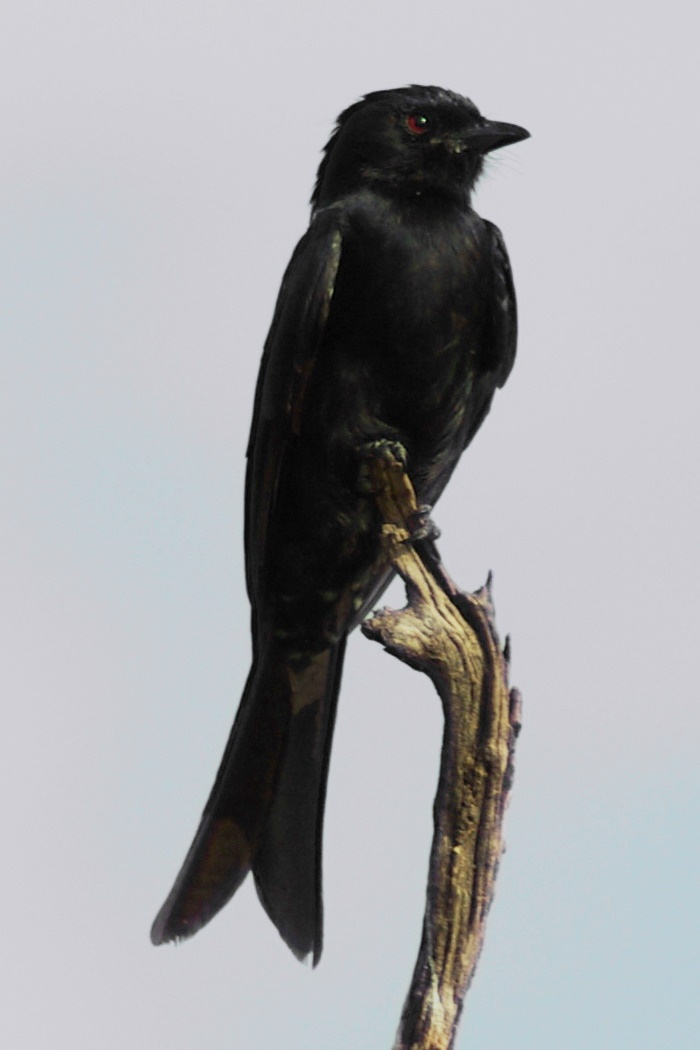
Дронго вилохвостий (Dicrurus adsimilis)

- Дронго вилохвостий, Dicrurus adsimilis

Родина: Монархові (Monarchidae)
- Монарх-довгохвіст африканський, Terpsiphone viridis

Родина: Сорокопудові (Laniidae)

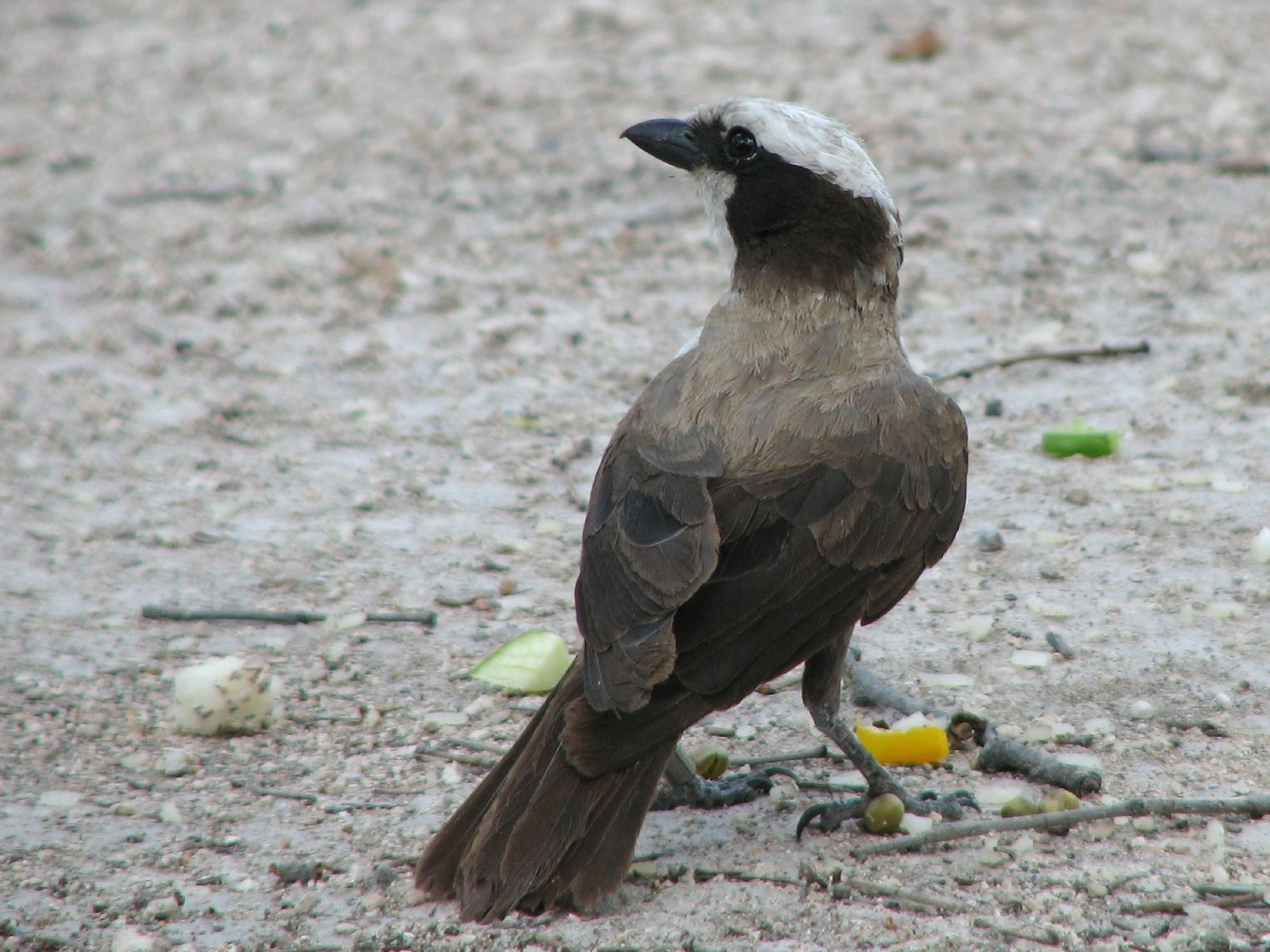
Сорокопуд-білоголов західний (Eurocephalus anguitimens)

- Сорокопуд терновий, Lanius collurio
- Сорокопуд чорнолобий, Lanius minor
- Сорокопуд чорноголовий, Lanius collaris
- Сорокопуд міомбовий, Lanius souzae
- Сорокопуд строкатий, Corvinella melanoleuca
- Сорокопуд-білоголов західний, Eurocephalus anguitimens

Родина: Воронові (Corvidae)
- Ворона капська, Corvus capensis
- Крук строкатий, Corvus albus
- Крук великодзьобий, Corvus albicollis

Родина: Hyliotidae
- Оксамитник жовточеревий, Hyliota flavigaster (V)

Родина: Stenostiridae
- Чорноніжка, Stenostira scita

Родина: Синицеві (Paridae)
- Синиця рудочерева, Melaniparus rufiventris
- Синиця південна, Melaniparus niger
- Синиця намібійська, Melaniparus carpi
- Синиця сіра, Melaniparus cinerascens
- Синиця акацієва, Melaniparus afer

Родина: Ремезові (Remizidae)
- Ремез сірий, Anthoscopus caroli
- Ремез південний, Anthoscopus minutus

Родина: Жайворонкові (Alaudidae)

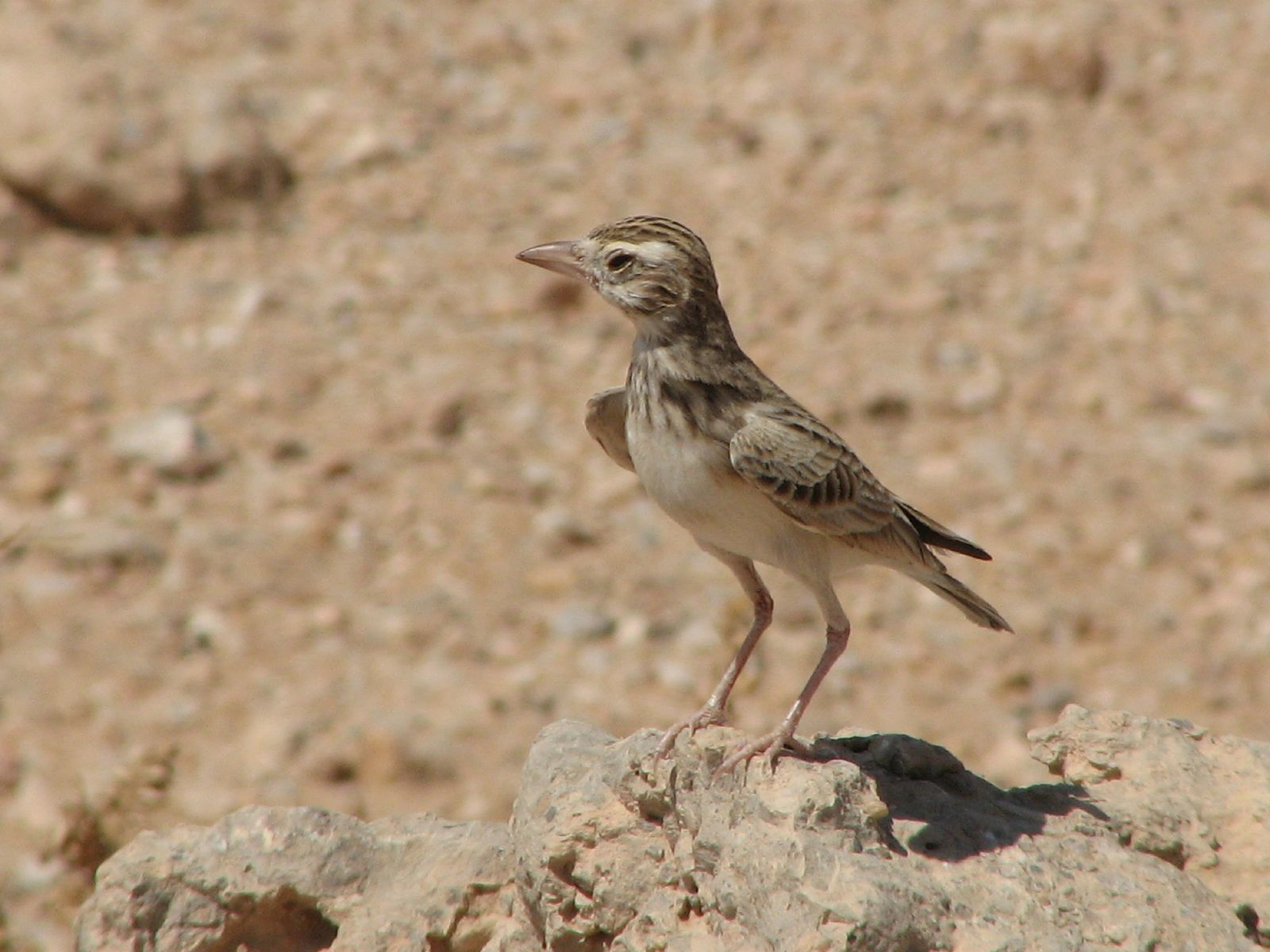
Терера бліда (Spizocorys starki)

- Жайворонок білощокий, Chersomanes albofasciata
- Жайворонок намібійський, Ammomanopsis grayi
- Жайворонок західний, Certhilauda subcoronata
- Жайворонок сірошиїй, Certhilauda benguelensis
- Жайворонок криводзьобий, Certhilauda curvirostris
- Фірлюк дроздовий, Pinarocorys nigricans
- Жервінчик чорний, Eremopterix australis
- Жервінчик білощокий, Eremopterix leucotis
- Жервінчик білошиїй, Eremopterix verticalis
- Алондра смугастовола, Calendulauda sabota
- Алондра білочерева, Calendulauda africanoides
- Алондра намібійська, Calendulauda barlowi
- Алондра іржаста, Calendulauda erythrochlamys (E)
- Фірлюк лучний, Mirafra apiata
- Фірлюк мінливобарвний, Mirafra fasciolata
- Фірлюк африканський, Mirafra africana
- Фірлюк коричневий, Mirafra rufocinnamomea
- Фірлюк білогорлий, Mirafra passerina
- Calandrella cinerea
- Терера бліда, Spizocorys starki
- Терера бушменська, Spizocorys sclateri
- Терера рожеводзьоба, Spizocorys conirostris
- Посмітюха товстодзьоба, Galerida magnirostris

Родина: Nicatoridae
- Нікатор східний, Nicator gularis (V)

Родина: Macrosphenidae
- Кромбек рудоголовий, Sylvietta ruficapilla (V)
- Кромбек рудий, Sylvietta whytii
- Кромбек довгодзьобий, Sylvietta rufescens
- Скельник малий, Achaetops pycnopygius

Родина: Тамікові (Cisticolidae)

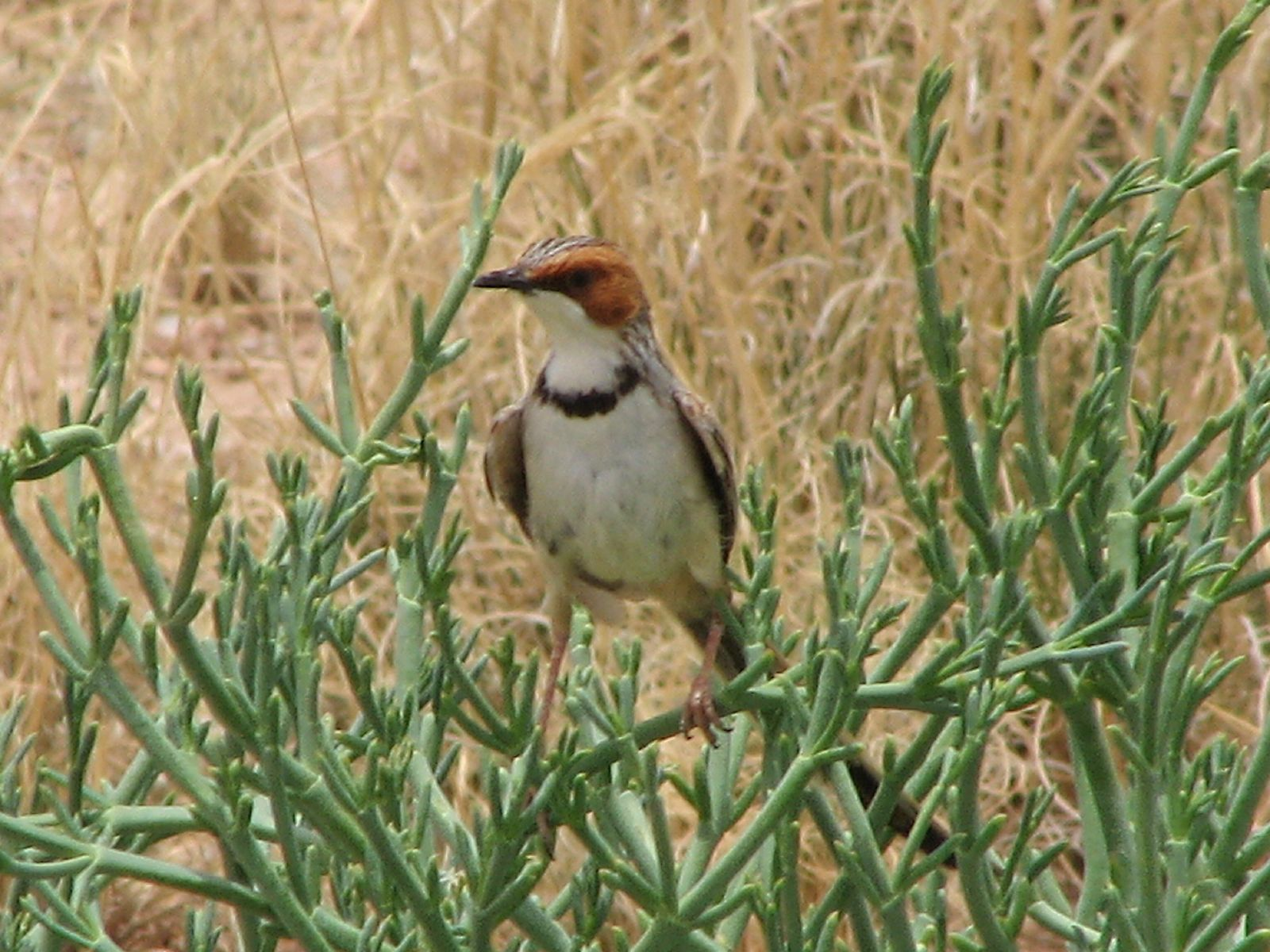
Принія рудощока (Malcorus pectoralis)

- Жовтобрюшка світлоброва, Eremomela icteropygialis
- Жовтобрюшка південна, Eremomela scotops
- Жовтобрюшка пустельна, Eremomela gregalis
- Жовтобрюшка акацієва, Eremomela usticollis
- Принія південна, Phragmacia substriata
- Зебринка акацієва, Calamonastes stierlingi
- Зебринка строката, Calamonastes fasciolatus
- Цвіркач сіробокий, Camaroptera brevicaudata
- Нікорник жовтоволий, Apalis flavida
- Принія африканська, Prinia subflava
- Принія чорновола, Prinia flavicans
- Принія плямистогруда, Prinia maculosa
- Зебринка іржаста, Euryptila subcinnamomea
- Принія рудощока, Malcorus pectoralis
- Таміка рудощока, Cisticola erythrops
- Таміка іржастоголова, Cisticola chiniana
- Таміка рудохвоста, Cisticola rufilatus
- Таміка сіроспинна, Cisticola subruficapilla
- Таміка замбійська, Cisticola luapula
- Таміка криклива, Cisticola pipiens
- Таміка лучна, Cisticola tinniens
- Таміка строката, Cisticola natalensis (V)
- Таміка писклива, Cisticola fulvicapilla
- Таміка віялохвоста, Cisticola juncidis
- Таміка пустельна, Cisticola aridulus

Родина: Очеретянкові (Acrocephalidae)

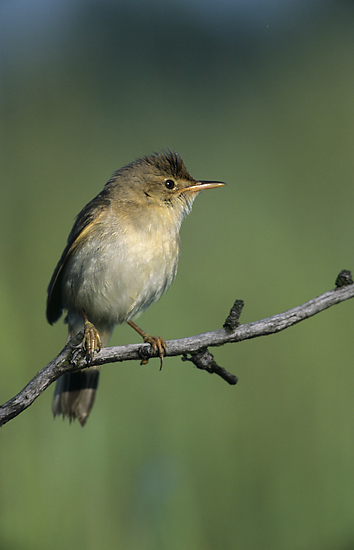
Очеретянка чагарникова (Acrocephalus palustris)

- Берестянка оливкова, Hippolais olivetorum (V)
- Берестянка звичайна, Hippolais icterina
- Очеретянка лучна, Acrocephalus schoenobaenus
- Очеретянка чагарникова, Acrocephalus palustris
- Очеретянка ставкова, Acrocephalus scirpaceus (V)
- Очеретянка африканська, Acrocephalus baeticatus
- Очеретянка світлоброва, Acrocephalus gracilirostris
- Очеретянка бура, Acrocephalus rufescens
- Очеретянка велика, Acrocephalus arundinaceus

Родина: Кобилочкові (Locustellidae)
- Куцокрил болотяний, Bradypterus baboecala
- Кобилочка річкова, Locustella fluviatilis (V)

Родина: Ластівкові (Hirundinidae)
- Ластівка мала, Riparia paludicola

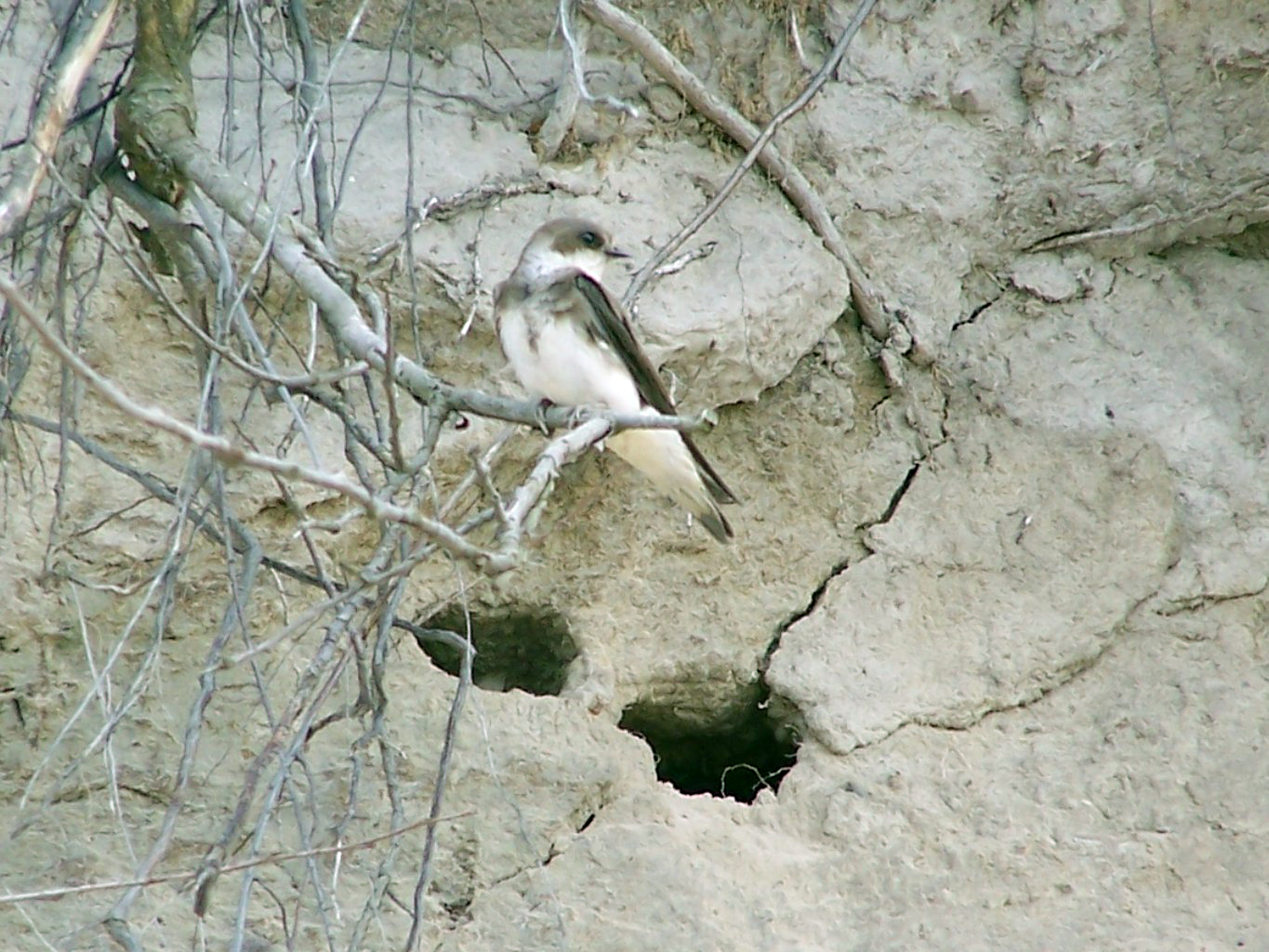
Ластівка берегова (Riparia riparia)

- Ластівка берегова, Riparia riparia
- Riparia cincta
- Ластівка афро-азійська, Ptyonoprogne fuligula
- Ластівка сільська, Hirundo rustica
- Ластівка ангольська, Hirundo angolensis
- Ластівка білогорла, Hirundo albigularis
- Ластівка ниткохвоста, Hirundo smithii
- Ластівка перлистовола, Hirundo dimidiata
- Ластівка капська, Cecropis cucullata
- Ластівка абісинська, Cecropis abyssinica
- Ластівка рудочерева, Cecropis semirufa
- Ластівка сенегальська, Cecropis senegalensis
- Ясківка південна, Petrochelidon spilodera
- Ластівка міська, Delichon urbicum
- Жалібничка білоплеча, Psalidoprocne pristoptera
- Ластівка сірогуза, Pseudhirundo griseopyga

Родина: Бюльбюлеві (Pycnonotidae)
- Жовточеревець натальський, Chlorocichla flaviventris
- Жовточеревець сенегальський, Atimastillas flavicollis
- Торо південний, Phyllastrephus terrestris
- Бюльбюль темноголовий, Pycnonotus barbatus
- Бюльбюль червоноокий, Pycnonotus nigricans

Родина: Вівчарикові (Phylloscopidae)
- Вівчарик весняний, Phylloscopus trochilus

Родина: Кропив'янкові (Sylviidae)
- Кропив'янка садова, Sylvia borin
- Кропив'янка західна, Curruca layardi
- Кропив'янка рудогуза, Curruca subcoerulea
- Кропив'янка сіра, Sylvia communis

Родина: Окулярникові (Zosteropidae)
- Окулярник блідий, Zosterops pallidus
- Окулярник лимонний, Zosterops anderssoni

Родина: Leiothrichidae
- Кратеропа ангольська, Turdoides hartlaubii
- Кратеропа чорновуздечкова, Turdoides melanops
- Кратеропа намібійська, Turdoides bicolor
- Кратеропа бура, Turdoides jardineii
- Кратеропа західна, Turdoides gymnogenys

Родина: Ґедзеїдові (Buphagidae)
- Ґедзеїд червонодзьобий, Buphagus erythrorynchus
- Ґедзеїд жовтодзьобий, Buphagus africanus

Родина: Шпакові (Sturnidae)
- Шпак звичайний, Sturnus vulgaris (I)
- Шпак жовтоголовий, Creatophora cinerea
- Майна індійська, Acridotheres tristis (I)
- Шпак-куцохвіст аметистовий, Cinnyricinclus leucogaster
- Моріо білокрилий, Onychognathus nabouroup
- Моріо рудокрилий, Onychognathus morio (V)
- Мерл великий, Lamprotornis australis
- Мерл темний, Lamprotornis mevesii
- Мерл міомбовий, Lamprotornis elisabeth
- Мерл гострохвостий, Lamprotornis acuticaudus
- Мерл зелений, Lamprotornis chalybaeus
- Мерл капський, Lamprotornis nitens

Родина: Дроздові (Turdidae)
- Дрізд-землекоп, Turdus litsitsirupa
- Дрізд червонодзьобий, Turdus libonyana
- Дрізд бурський, Turdus smithi

Родина: Мухоловкові (Muscicapidae)
- Мухоловка сіра, Muscicapa striata

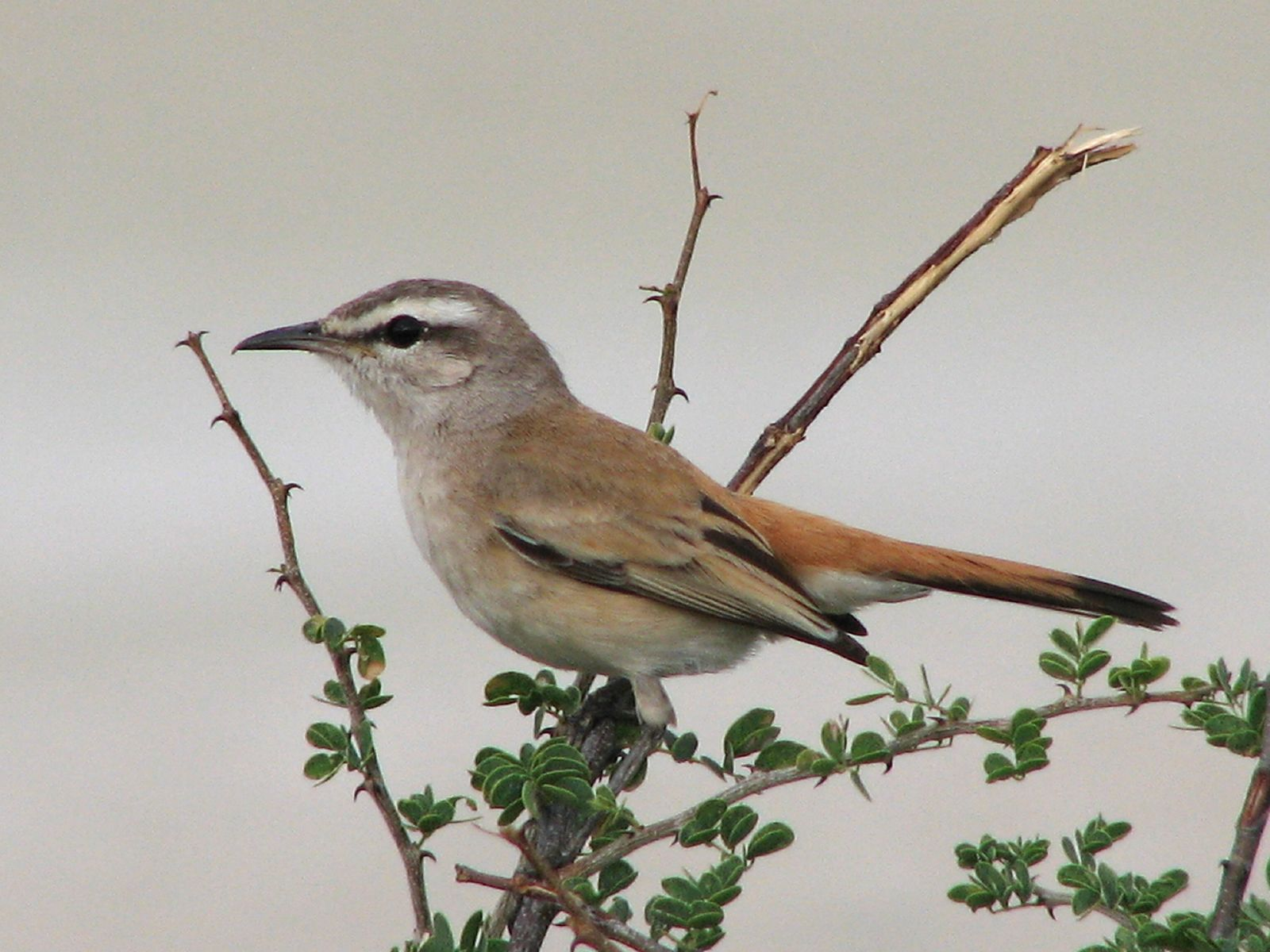
Альзакола пустельна (Cercotricha paena)

- Мухоловка попеляста, Muscicapa caerulescens
- Мухарка білочерева, Melaenornis mariquensis
- Мухарка бліда, Melaenornis pallidus
- Мухарка бура, Melaenornis infuscatus
- Fraseria plumbeus
- Гереро, Namibornis herero
- Мухарка строката, Melaenornis silens (V)
- Мухарка південна, Melaenornis pammelaina
- Альзакола бура, Cercotrichas coryphaeus
- Альзакола білогорла, Cercotrichas quadrivirgata
- Альзакола пустельна, Cercotrichas paena
- Альзакола білоброва, Cercotrichas leucophrys
- Золотокіс садовий, Cossypha caffra
- Золотокіс білобровий, Cossypha heuglini
- Золотокіс рудоголовий, Cossypha natalensis
- Золотокіс строкатий, Xenocopsychus ansorgei
- Тирч вохристоволий, Cichladusa arquata
- Тирч жовтогорлий, Cichladusa ruficauda
- Соловейко східний, Luscinia luscinia
- Мухоловка білошия, Ficedula albicollis (V)
- Скеляр короткопалий, Monticola brevipes
- Трав'янка лучна, Saxicola rubetra (V)
- Saxicola torquatus
- Трактрак рудогузий, Emarginata sinuata
- Трактрак попелястий, Emarginata schlegelii
- Трактрак блідий, Emarginata tractrac
- Смолярик південний, Myrmecocichla formicivora
- Смолярик білокрилий, Myrmecocichla monticola
- Смолярик білоголовий, Myrmecocichla arnotti
- Кам'янка звичайна, Oenanthe oenanthe (V)
- Кам'янка чорнолоба, Oenanthe pileata
- Oenanthe familiaris

Родина: Нектаркові (Nectariniidae)
- Саїманга зеленовола, Hedydipna collaris
- Нектарець аметистовий, Chalcomitra amethystina
- Нектарець червоноволий, Chalcomitra senegalensis
- Нектарка малахітова, Nectarinia famosa
- Маріка південна, Cinnyris chalybeus
- Маріка чорнокрила, Cinnyris mariquensis
- Маріка танзанійська, Cinnyris shelleyi (V)
- Маріка пурпуровосмуга, Cinnyris bifasciatus
- Маріка білочерева, Cinnyris talatala
- Маріка брунатна, Cinnyris fuscus
- Маріка міднобарвна, Cinnyris cupreus

Родина: Ткачикові (Ploceidae)

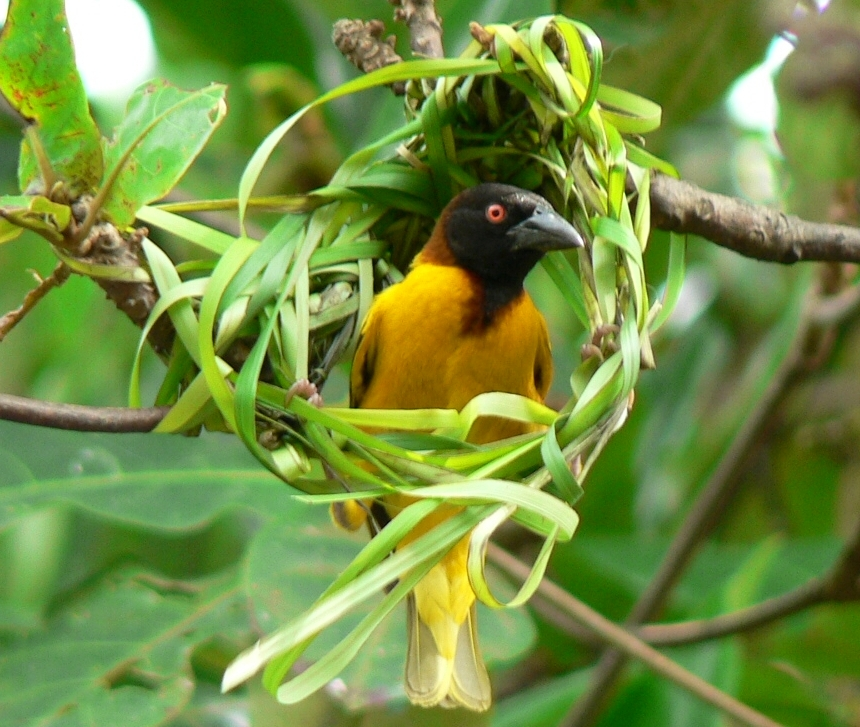
Ткачик великий (Ploceus cucullatus)

- Алекто червонодзьобий, Bubalornis niger
- Магалі-вусань південний, Sporopipes squamifrons
- Магалі білобровий, Plocepasser mahali
- Магалі-снувальник, Philetairus socius
- Малімб червоноголовий, Anaplectes rubriceps
- Ткачик чорногорлий, Ploceus ocularis
- Ткачик іржастощокий, Ploceus capensis
- Ткачик шафрановий, Ploceus xanthops
- Ткачик бурогорлий, Ploceus xanthopterus
- Ткачик савановий, Ploceus intermedius
- Ткачик чорнолобий, Ploceus velatus
- Ткачик великий, Ploceus cucullatus
- Ткачик каштановий, Ploceus rubiginosus
- Квелія кардиналова, Quelea cardinalis (V)
- Квелія червонодзьоба, Quelea quelea
- Вайдаг вогнистий, Euplectes orix
- Вайдаг золотистий, Euplectes afer
- Вайдаг білокрилий, Euplectes albonotatus
- Вайдаг червоноплечий, Euplectes axillaris
- Ткачик білолобий, Amblyospiza albifrons

Родина: Астрильдові (Estrildidae)

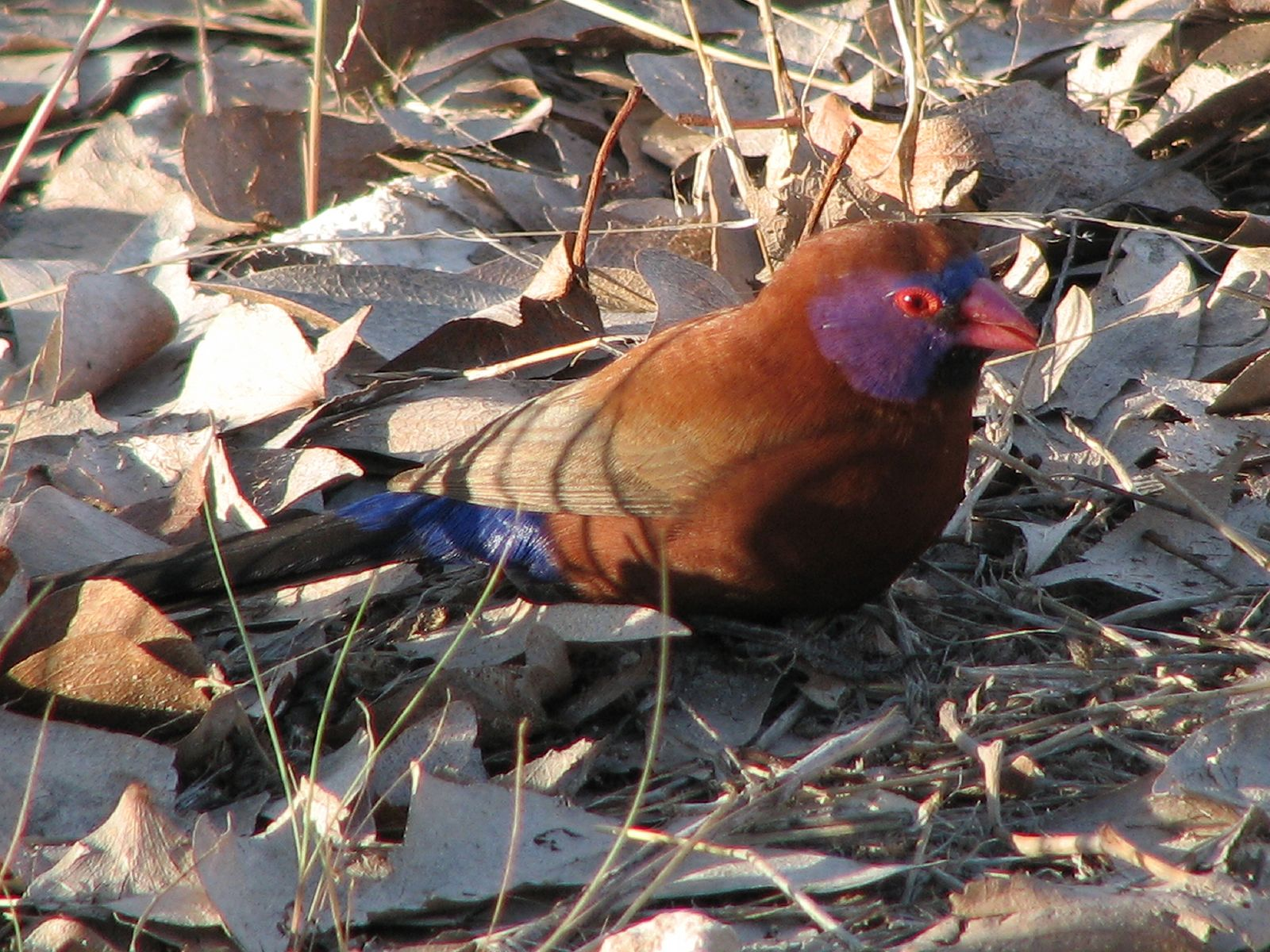
Астрильд гранатовий (Uraeginthus granatinus)

- Астрильд ангольський, Coccopygia bocagei (H)
- Астрильд чорнохвостий, Glaucestrilda thomensis
- Астрильд смугастий, Estrilda astrild
- Астрильд чорнощокийBrunhilda erythronotos
- Астрильд-метелик савановий, Uraeginthus angolensis
- Астрильд гранатовий, Granatina granatina
- Перлистик червоноволий, Hypargos niveoguttatus
- Мельба строката, Pytilia melba
- Мельба золотокрила, Pytilia afra
- Амарант червонодзьобий, Lagonosticta senegala
- Амарант бурий, Lagonosticta nitidula
- Амарант рожевий, Lagonosticta rhodopareia
- Амадина червоногорла, Amadina fasciata
- Амадина червоноголова, Amadina erythrocephala
- Бенгалик золотогрудий, Amandava subflava
- Ortygospiza fuscocrissa
- Сріблодзьоб чорноволий, Spermestes cucullata
- Сріблодзьоб великий, Spermestes fringilloides

Родина: Вдовичкові (Viduidae)

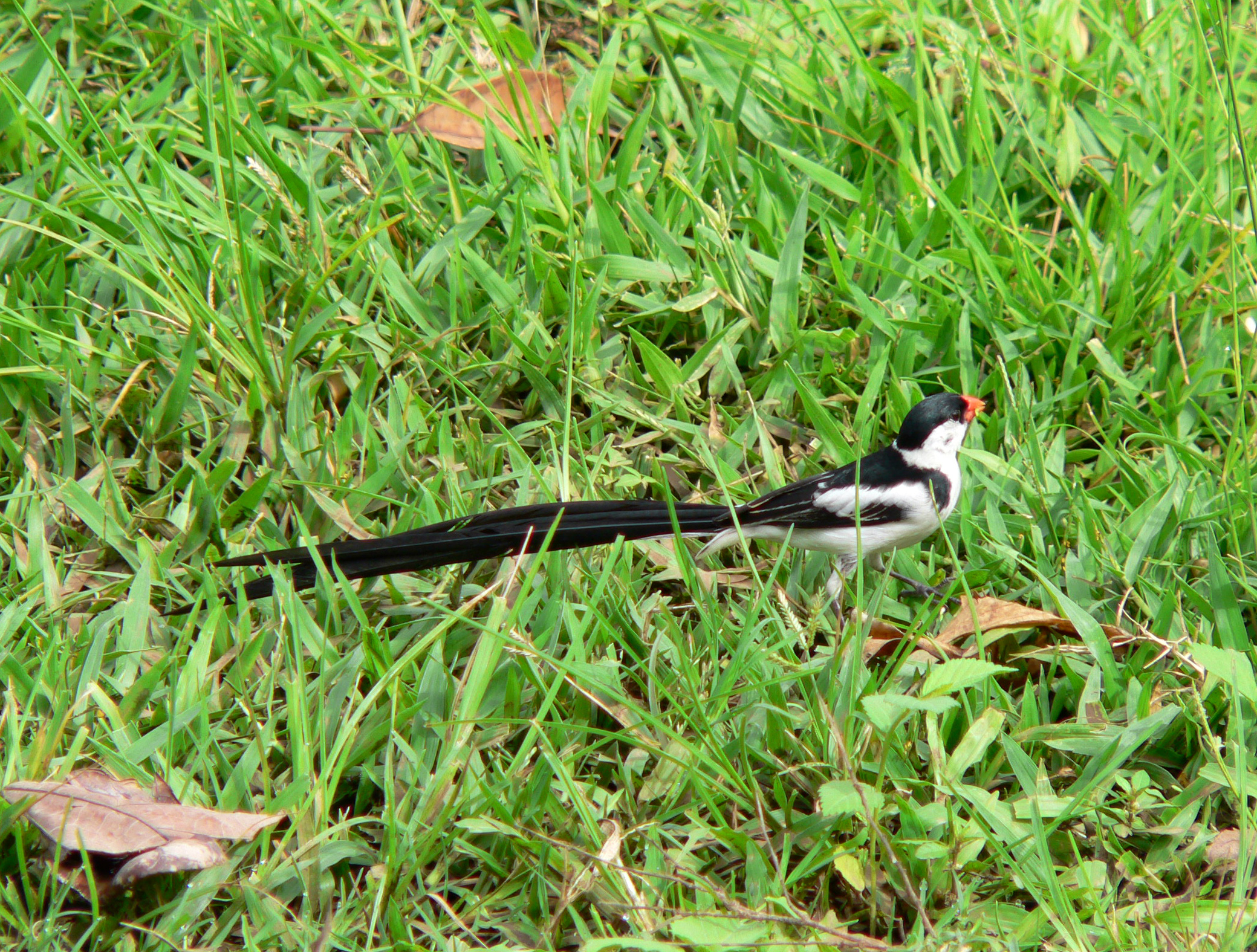
Вдовичка білочерева (Vidua macroura)

- Вдовичка білочерева, Vidua macroura
- Вдовичка широкохвоста, Vidua obtusa
- Вдовичка райська, Vidua paradisaea
- Вдовичка королівська, Vidua regia
- Вдовичка червононога, Vidua chalybeata
- Вдовичка фіолетова, Vidua funerea (V)
- Вдовичка пурпурова, Vidua purpurascens
- Зозульчак, Anomalospiza imberbis

Родина: Горобцеві (Passeridae)
- Горобець хатній, Passer domesticus (I)
- Горобець великий, Passer motitensis
- Горобець чорноголовий, Passer melanurus
- Горобець сіроголовий, Passer griseus
- Горобець блідий, Passer diffusus
- Горобець білобровий, Gymnoris superciliaris

Родина: Плискові (Motacillidae)

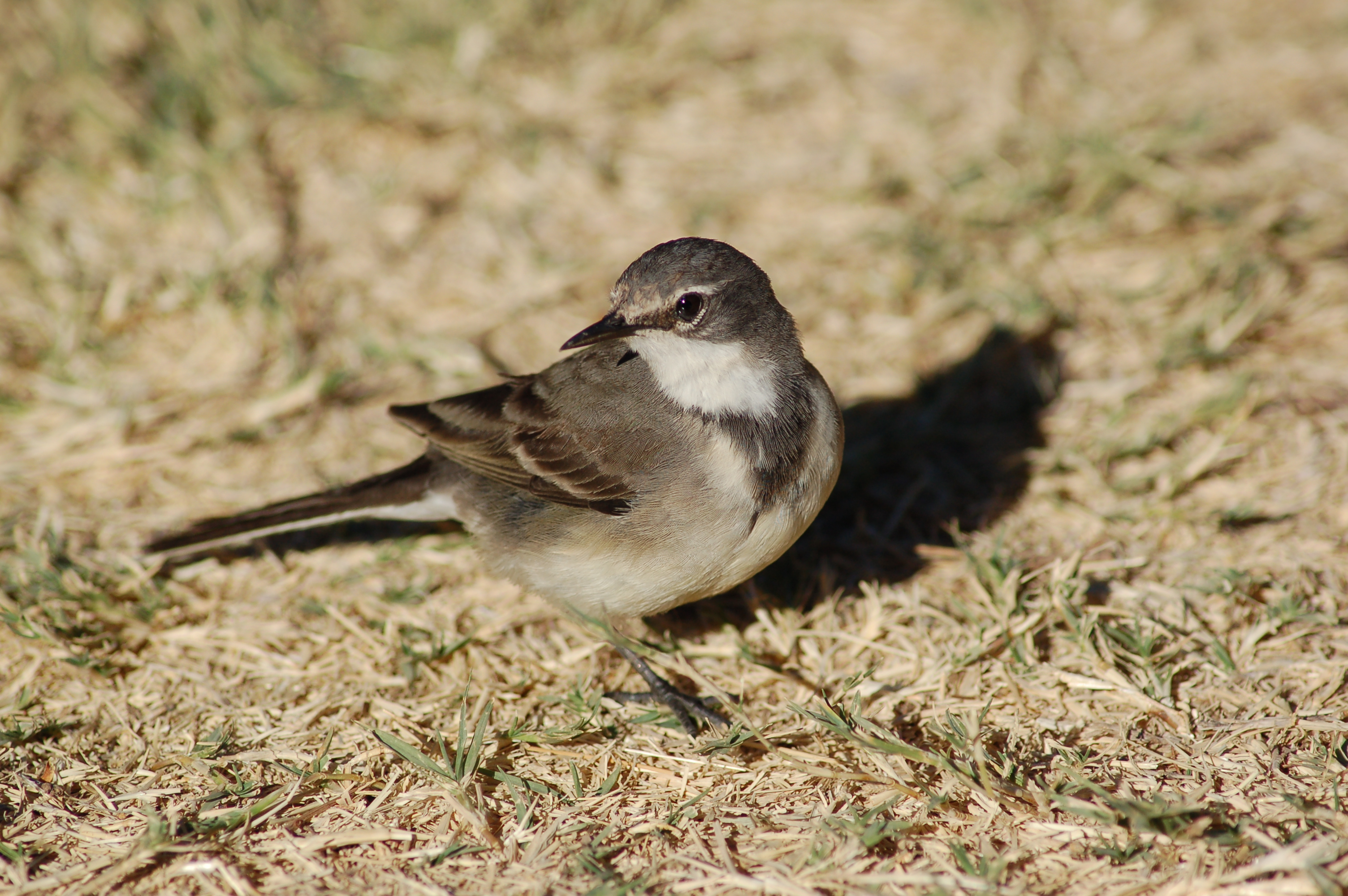
Плиска капська (Motacilla capensis)

- Плиска капська, Motacilla capensis
- Плиска гірська, Motacilla cinerea (V)
- Плиска жовта, Motacilla flava
- Плиска жовтоголова, Motacilla citreola (V)
- Плиска строката, Motacilla aguimp
- Щеврик рудий, Anthus cinnamomeus
- Щеврик дракенберзький, Anthus hoeschi
- Щеврик ангольський, Anthus nyassae
- Щеврик довгодзьобий, Anthus similis
- Щеврик-велет, Anthus leucophrys
- Щеврик блідий, Anthus vaalensis
- Щеврик лісовий, Anthus trivialis (V)
- Щеврик червоногрудий, Anthus cervinus (V)
- Щеврик золотистий, Tmetothylacus tenellus (V)
- Пікулик червоногорлий, Macronyx ameliae

Родина: В'юркові (Fringillidae)

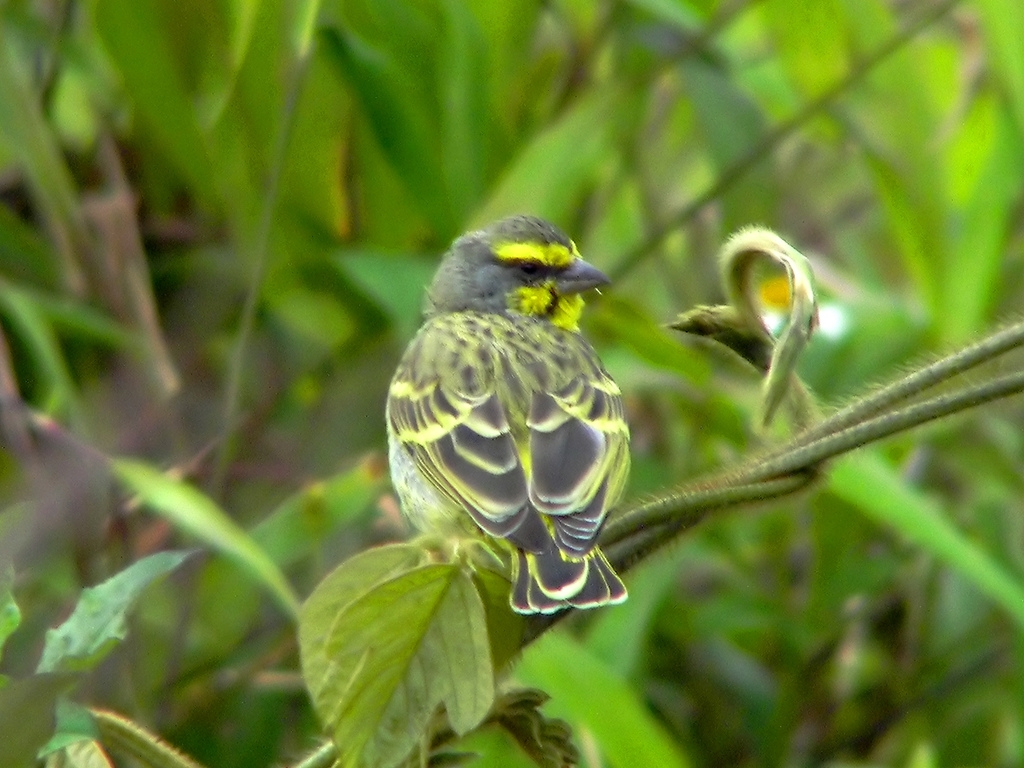
Щедрик жовтолобий (Crithagra mozambica)

- Щедрик жовтолобий, Crithagra mozambica
- Щедрик чорногорлий, Crithagra atrogularis
- Щедрик жовточеревий, Crithagra flaviventris
- Щедрик білогорлий, Crithagra albogularis
- Щедрик чорнощокий, Crithagra mennelli (V)
- Щедрик строкатоголовий, Crithagra gularis
- Serinus alario

Родина: Вівсянкові (Emberizidae)
- Вівсянка садова, Emberiza hortulana (V)
- Вівсянка жовточерева, Emberiza flaviventris
- Вівсянка капська, Emberiza capensis
- Вівсянка бліда, Emberiza impetuani
- Вівсянка каштанова, Emberiza tahapisi